# Uefa Super Cup
Uefa Super Cup, tidigare kallad Super Competition och Europeiska supercupen, är en supercup i fotboll som varje år spelas mellan vinnarna av Uefa Champions League och Uefa Europa League. Cupen hade premiär 1972 (matcherna spelades i januari 1973), men Uefa gick in som arrangör först ett år senare. Till och med 1999 var det vinnarna av Uefa Champions League (tidigare kallad Europacupen) och Cupvinnarcupen som gjorde upp om titeln, men när Cupvinnarcupen därefter lades ned gick vinnarna av Uefacupen (numera kallad Uefa Europa League) in i stället. Från det att Uefa började arrangera cupen kallades den Super Competition (på svenska ofta Europeiska supercupen), men från och med 1995 ändrades namnet till Uefa Super Cup.
Cupen har sedan 1998 bestått av en enda match och spelades från och med det året och fram till och med 2012 på Stade Louis II i Monaco. Från och med 2013 spelas Uefa Super Cup, likt finalerna i Uefa Champions League och Uefa Europa League, på en ny arena varje år.
Spanska klubbar har varit de mest framgångsrika genom åren med 17 vinster och 15 förluster i Super Competition, Europeiska supercupen och Uefa Super Cup till och med 2024. Engelska klubbar har varit näst bäst med tio vinster och tio förluster. Real Madrid har varit den mest framgångsrika klubben med sex vinster och tre förluster.
Under de år som vinnarna av Cupvinnarcupen stod för motståndet vann dessa klubbar tolv gånger och vinnarna av Europacupen/Uefa Champions League 13 gånger (om man räknar med den inofficiella cupen 1972, annars vann de tolv gånger vardera). Sedan vinnarna av Uefacupen/Uefa Europa League började delta har dessa klubbar vunnit åtta gånger och vinnarna av Uefa Champions League 17 gånger till och med 2024.

## Historia

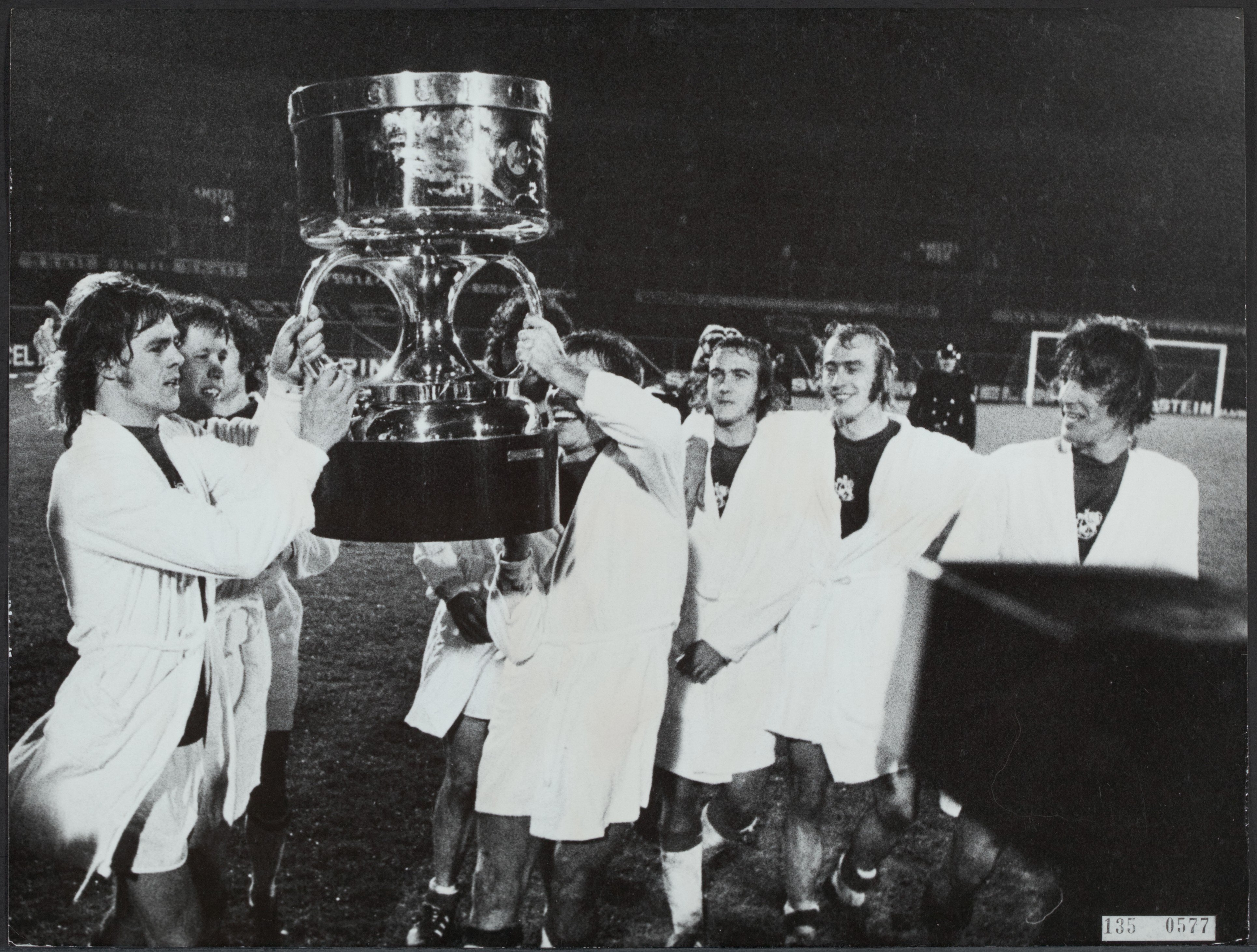
Spelare i Ajax firar segern i den första officiella cupen 1973 (som spelades i januari 1974).

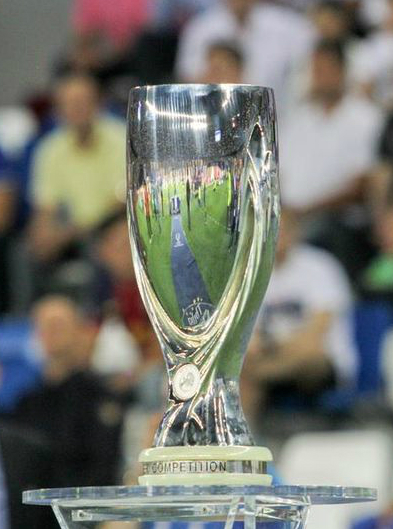
Uefa Super Cups pokal.

Idén att anordna en europeisk supercup kom från den nederländska journalisten Anton Witkamp, som arbetade vid tidningen De Telegraaf. Vid denna tid, i början av 1970-talet, skördade nederländska klubbar, framför allt Ajax, stora triumfer och Witkamp ville se om det gick att fastställa att nederländsk klubbfotboll var bäst i Europa. Hans förslag var att vinnarna av Europacupen skulle möta vinnarna av Cupvinnarcupen och när han presenterade förslaget för Ajax dåvarande ordförande Jaap van Praag fick han tummen upp. När Witkamp och van Praag vände sig till Uefa blev det dock nobben, mycket eftersom vinnarna av Cupvinnarcupen säsongen 1971/72, den skotska klubben Rangers, var avstängd från allt spel i Europa på grund av supportrarnas misskötsamhet. Rangers, som firade klubbens 100-årsjubileum den säsongen, ställde upp ändå och den första, inofficiella, upplagan av cupen blev av trots allt i januari 1973. Man bestämde att cupen skulle spelas över två matcher hemma/borta för att maximera intäkterna. Ajax blev cupens första, inofficiella, mästare genom att besegra Rangers med totalt 6–3, och båda matcherna drog storpublik.
När cupen skulle spelas året efter bestämde sig Uefa för att ta över arrangemanget, som fick namnet Super Competition (på svenska ofta Europeiska supercupen). Uefa bestämde att deltagande skulle vara frivilligt. Ajax vann igen, denna gång över italienska Milan. Det första målet i turneringen sedan Uefa tog över gjordes den 9 januari 1974 av Luciano Chiarugi för Milan. Säsongen efter det blev det dock inga matcher eftersom Europacupvinnarna Bayern München från Västtyskland och Cupvinnarcupvinnarna Magdeburg från Östtyskland inte kunde hitta några lämpliga speldatum. Samma sak hände 1981 mellan Liverpool från England och Dinamo Tbilisi från Sovjetunionen. 1984 blev det bara en match mellan Liverpool och italienska Juventus av samma skäl. Cupen ställdes in igen 1985 eftersom Cupvinnarcupvinnarna Everton från England var avstängda från spel i Europa efter Heyselkatastrofen tidigare under året.
Uefa ändrade formatet på cupen 1986 på det sättet att det bara var en enda match, vilken spelades på neutral plan på Stade Louis II i Monaco. Matchen spelades mellan rumänska Steaua Bukarest och sovjetiska Dynamo Kiev och Steauas lagkapten Ștefan Iovan fick äran att bli den första att höja cupens pokal. Tidigare hade vinnaren bara fått en plakett. Det nya formatet blev dock ingen ekonomisk eller intressemässig framgång och Uefa återgick till det gamla formatet igen.
Den politiska oron i Jugoslavien gjorde att cupen 1991 mellan jugoslaviska Röda stjärnan och engelska Manchester United avgjordes genom endast en match, i Manchester.
Från och med 1995 ändrades namnet på cupen till Uefa Super Cup och 1998 började cupen permanent att avgöras i en enda match, under många år på samma arena, Stade Louis II i Monaco. Det blev nu också obligatoriskt att delta. När Cupvinnarcupen lades ned efter säsongen 1998/99 fick i stället, med början 2000, den klubb som vann Uefacupen (numera kallad Uefa Europa League) möta vinnaren av Uefa Champions League. Sedan 2013 spelas Uefa Super Cup på en ny arena varje år.
Cupen 2019 blev historisk eftersom det var den första stora Uefa-matchen där en kvinna var huvuddomare. Uppdraget gick till Stéphanie Frappart. Cupen 2020 spelades senare än vanligt på grund av de förseningar i spelschemat för de europeiska cuperna som hade blivit en följd av covid-19-pandemin, och matchen var den första sedan pandemins utbrott där Uefa tillät publik på arenan.
Uefa bestämde till cupen 2023 att matchen vid oavgjort resultat efter 90 minuter skulle gå direkt till straffsparksläggning, utan någon förlängning.

## Format
Uefa Super Cup spelas i en enda match på en i förväg bestämd neutral arena. Om resultatet är oavgjort vid full tid går matchen direkt till ett avgörande via straffsparksläggning, utan någon förlängning.

## Resultat

### Super Competition/Europeiska supercupen
I listan nedan står de sammanlagda vinnarna alltid till vänster, även om de var bortalag.
Förklaring
|       | Cupen vanns av vinnarna av Europacupen/Uefa Champions League |
|       | Cupen vanns av vinnarna av Cupvinnarcupen                    |
| (EC)  | Vinnarna av Europacupen (1972–1992)                          |
| (UCL) | Vinnarna av Uefa Champions League (1993–1994)                |
| (CVC) | Vinnarna av Cupvinnarcupen                                   |

| År | Datum | Vinnare | Resultat | Förlorare | Arena |  |
|    |       |         |          |           |       |  |
|    |       |         |          |           |       |  |
|    |       |         |          |           |       |  |

| 1972 | 16 januari 1973 | Ajax (EC)                    | 3 – 1           | Rangers (CVC) | Ibrox Park                                                              |                                                                         |
|      |                 | Rep 34′ Cruijff 45′ Haan 76′ | (2 – 1) Rapport | MacDonald 41′ | Glasgow, Skottland Publik: 57 000 Domare: Alistair McKenzie (Skottland) | Glasgow, Skottland Publik: 57 000 Domare: Alistair McKenzie (Skottland) |
|      |                 |                              |                 |               | Glasgow, Skottland Publik: 57 000 Domare: Alistair McKenzie (Skottland) | Glasgow, Skottland Publik: 57 000 Domare: Alistair McKenzie (Skottland) |
|      |                 |                              |                 |               | Glasgow, Skottland Publik: 57 000 Domare: Alistair McKenzie (Skottland) | Glasgow, Skottland Publik: 57 000 Domare: Alistair McKenzie (Skottland) |

|  | 24 januari 1973 | Ajax (EC)                              | 3 – 2           | Rangers (CVC)          | Olympiastadion                                                                      |                                                                                     |
|  |                 | Haan 12′ Mühren 37′ (str.) Cruijff 79′ | (2 – 2) Rapport | MacDonald 2′ Young 35′ | Amsterdam, Nederländerna Publik: 26 168 Domare: Hans-Joachim Weyland (Västtyskland) | Amsterdam, Nederländerna Publik: 26 168 Domare: Hans-Joachim Weyland (Västtyskland) |
|  |                 |                                        |                 |                        | Amsterdam, Nederländerna Publik: 26 168 Domare: Hans-Joachim Weyland (Västtyskland) | Amsterdam, Nederländerna Publik: 26 168 Domare: Hans-Joachim Weyland (Västtyskland) |
|  |                 |                                        |                 |                        | Amsterdam, Nederländerna Publik: 26 168 Domare: Hans-Joachim Weyland (Västtyskland) | Amsterdam, Nederländerna Publik: 26 168 Domare: Hans-Joachim Weyland (Västtyskland) |

| 1973 | 9 januari 1974 | Ajax (EC) | 0 – 1                       | Milan (CVC)  | San Siro                                                                                        |                                                                                                 |
|      |                |           | (0 – 0) Rapport 1 Rapport 2 | Chiarugi 77′ | Milano, Italien · Publik: 12 856 · Domare: Rudolf Scheurer (Schweiz) · Gult kort: Anquilletti · | Milano, Italien · Publik: 12 856 · Domare: Rudolf Scheurer (Schweiz) · Gult kort: Anquilletti · |
|      |                |           |                             |              | Milano, Italien · Publik: 12 856 · Domare: Rudolf Scheurer (Schweiz) · Gult kort: Anquilletti · | Milano, Italien · Publik: 12 856 · Domare: Rudolf Scheurer (Schweiz) · Gult kort: Anquilletti · |
|      |                |           |                             |              | Milano, Italien · Publik: 12 856 · Domare: Rudolf Scheurer (Schweiz) · Gult kort: Anquilletti · | Milano, Italien · Publik: 12 856 · Domare: Rudolf Scheurer (Schweiz) · Gult kort: Anquilletti · |

|  | 16 januari 1974 | Ajax (EC)                                                             | 6 – 0                       | Milan (CVC) | Olympiastadion                                                                                         | |
|  |                 | Mulder 26′ Keizer 35′ Neeskens 71′ Rep 81′ Mühren 84′ (str.) Haan 87′ | (2 – 0) Rapport 1 Rapport 2 |             | Amsterdam, Nederländerna · Publik: 15 350 · Domare: Rudi Glöckner (Östtyskland) · Gult kort: Benetti · | Amsterdam, Nederländerna · Publik: 15 350 · Domare: Rudi Glöckner (Östtyskland) · Gult kort: Benetti · |
|  |                 |                                                                       |                             |             | Amsterdam, Nederländerna · Publik: 15 350 · Domare: Rudi Glöckner (Östtyskland) · Gult kort: Benetti · | Amsterdam, Nederländerna · Publik: 15 350 · Domare: Rudi Glöckner (Östtyskland) · Gult kort: Benetti · |
|  |                 |                                                                       |                             |             | Amsterdam, Nederländerna · Publik: 15 350 · Domare: Rudi Glöckner (Östtyskland) · Gult kort: Benetti · | Amsterdam, Nederländerna · Publik: 15 350 · Domare: Rudi Glöckner (Östtyskland) · Gult kort: Benetti · |

| 1974 |  | Bayern München (EC) | Spelades ej | Magdeburg (CVC) |  |  |
|      |  |                     |             |                 |  |  |
|      |  |                     |             |                 |  |  |
|      |  |                     |             |                 |  |  |

| 1975 | 9 september 1975 | Dynamo Kiev (CVC) | 1 – 0                       | Bayern München (EC) | Olympiastadion                                                                                   |                                                                                                  |
|      |                  | Blochin 66′       | (0 – 0) Rapport 1 Rapport 2 |                     | München, Västtyskland · Publik: 30 000 · Domare: Sergio Gonella (Italien) · Gult kort: Konjkov · | München, Västtyskland · Publik: 30 000 · Domare: Sergio Gonella (Italien) · Gult kort: Konjkov · |
|      |                  |                   |                             |                     | München, Västtyskland · Publik: 30 000 · Domare: Sergio Gonella (Italien) · Gult kort: Konjkov · | München, Västtyskland · Publik: 30 000 · Domare: Sergio Gonella (Italien) · Gult kort: Konjkov · |
|      |                  |                   |                             |                     | München, Västtyskland · Publik: 30 000 · Domare: Sergio Gonella (Italien) · Gult kort: Konjkov · | München, Västtyskland · Publik: 30 000 · Domare: Sergio Gonella (Italien) · Gult kort: Konjkov · |

|  | 6 oktober 1975 | Dynamo Kiev (CVC) | 2 – 0                       | Bayern München (EC) | Centralstadion                                                      |                                                                     |
|  |                | Blochin 40′, 53′  | (1 – 0) Rapport 1 Rapport 2 |                     | Kiev, Sovjetunionen Publik: 105 000 Domare: Doğan Babacan (Turkiet) | Kiev, Sovjetunionen Publik: 105 000 Domare: Doğan Babacan (Turkiet) |
|  |                |                   |                             |                     | Kiev, Sovjetunionen Publik: 105 000 Domare: Doğan Babacan (Turkiet) | Kiev, Sovjetunionen Publik: 105 000 Domare: Doğan Babacan (Turkiet) |
|  |                |                   |                             |                     | Kiev, Sovjetunionen Publik: 105 000 Domare: Doğan Babacan (Turkiet) | Kiev, Sovjetunionen Publik: 105 000 Domare: Doğan Babacan (Turkiet) |

| 1976 | 17 augusti 1976 | Anderlecht (CVC) | 1 – 2                       | Bayern München (EC) | Olympiastadion                                                                                  |                                                                                                 |
|      |                 | Haan 16′         | (1 – 0) Rapport 1 Rapport 2 | Müller 58′, 88′     | München, Västtyskland · Publik: 41 000 · Domare: Ken Burns (England) · Gult kort: Vercauteren · | München, Västtyskland · Publik: 41 000 · Domare: Ken Burns (England) · Gult kort: Vercauteren · |
|      |                 |                  |                             |                     | München, Västtyskland · Publik: 41 000 · Domare: Ken Burns (England) · Gult kort: Vercauteren · | München, Västtyskland · Publik: 41 000 · Domare: Ken Burns (England) · Gult kort: Vercauteren · |
|      |                 |                  |                             |                     | München, Västtyskland · Publik: 41 000 · Domare: Ken Burns (England) · Gult kort: Vercauteren · | München, Västtyskland · Publik: 41 000 · Domare: Ken Burns (England) · Gult kort: Vercauteren · |

|  | 30 augusti 1976 | Anderlecht (CVC)                               | 4 – 1                       | Bayern München (EC) | Émile Versé-stadion                                                                                | |
|  |                 | Rensenbrink 20′, 82′ Van der Elst 25′ Haan 59′ | (2 – 0) Rapport 1 Rapport 2 | Müller 63′          | Bryssel, Belgien · Publik: 35 000 · Domare: Paul Schiller (Österrike) · Gult kort: Schwarzenbeck · | Bryssel, Belgien · Publik: 35 000 · Domare: Paul Schiller (Österrike) · Gult kort: Schwarzenbeck · |
|  |                 |                                                |                             |                     | Bryssel, Belgien · Publik: 35 000 · Domare: Paul Schiller (Österrike) · Gult kort: Schwarzenbeck · | Bryssel, Belgien · Publik: 35 000 · Domare: Paul Schiller (Österrike) · Gult kort: Schwarzenbeck · |
|  |                 |                                                |                             |                     | Bryssel, Belgien · Publik: 35 000 · Domare: Paul Schiller (Österrike) · Gult kort: Schwarzenbeck · | Bryssel, Belgien · Publik: 35 000 · Domare: Paul Schiller (Österrike) · Gult kort: Schwarzenbeck · |

| 1977 | 22 november 1977 | Liverpool (EC) | 1 – 1                       | Hamburg (CVC) | Volksparkstadion                                                        |                                                                         |
|      |                  | Fairclough 65′ | (0 – 1) Rapport 1 Rapport 2 | Keller 29′    | Hamburg, Västtyskland Publik: 18 000 Domare: António Garrido (Portugal) | Hamburg, Västtyskland Publik: 18 000 Domare: António Garrido (Portugal) |
|      |                  |                |                             |               | Hamburg, Västtyskland Publik: 18 000 Domare: António Garrido (Portugal) | Hamburg, Västtyskland Publik: 18 000 Domare: António Garrido (Portugal) |
|      |                  |                |                             |               | Hamburg, Västtyskland Publik: 18 000 Domare: António Garrido (Portugal) | Hamburg, Västtyskland Publik: 18 000 Domare: António Garrido (Portugal) |

|  | 6 december 1977 | Liverpool (EC)                                                   | 6 – 0                       | Hamburg (CVC) | Anfield                                                          |                                                                  |
|  |                 | Thompson 21′ McDermott 40′, 56′, 57′ Fairclough 84′ Dalglish 88′ | (2 – 0) Rapport 1 Rapport 2 |               | Liverpool, England Publik: 34 931 Domare: Ulf Eriksson (Sverige) | Liverpool, England Publik: 34 931 Domare: Ulf Eriksson (Sverige) |
|  |                 |                                                                  |                             |               | Liverpool, England Publik: 34 931 Domare: Ulf Eriksson (Sverige) | Liverpool, England Publik: 34 931 Domare: Ulf Eriksson (Sverige) |
|  |                 |                                                                  |                             |               | Liverpool, England Publik: 34 931 Domare: Ulf Eriksson (Sverige) | Liverpool, England Publik: 34 931 Domare: Ulf Eriksson (Sverige) |

| 1978 | 4 december 1978 | Anderlecht (CVC)                                 | 3 – 1                       | Liverpool (EC) | Émile Versé-stadion                                                                        |                                                                                            |
|      |                 | Vercauteren 17′ Van der Elst 38′ Rensenbrink 87′ | (2 – 1) Rapport 1 Rapport 2 | Case 27′       | Bryssel, Belgien · Publik: 35 000 · Domare: Károly Palotai (Ungern) · Gult kort: Thissen · | Bryssel, Belgien · Publik: 35 000 · Domare: Károly Palotai (Ungern) · Gult kort: Thissen · |
|      |                 |                                                  |                             |                | Bryssel, Belgien · Publik: 35 000 · Domare: Károly Palotai (Ungern) · Gult kort: Thissen · | Bryssel, Belgien · Publik: 35 000 · Domare: Károly Palotai (Ungern) · Gult kort: Thissen · |
|      |                 |                                                  |                             |                | Bryssel, Belgien · Publik: 35 000 · Domare: Károly Palotai (Ungern) · Gult kort: Thissen · | Bryssel, Belgien · Publik: 35 000 · Domare: Károly Palotai (Ungern) · Gult kort: Thissen · |

|  | 19 december 1978 | Anderlecht (CVC) | 1 – 2                       | Liverpool (EC)            | Anfield                                                                                        |                                                                                                |
|  |                  | Van der Elst 71′ | (0 – 1) Rapport 1 Rapport 2 | Hughes 13′ Fairclough 87′ | Liverpool, England · Publik: 23 598 · Domare: Nicolae Rainea (Rumänien) · Gult kort: Dusbaba · | Liverpool, England · Publik: 23 598 · Domare: Nicolae Rainea (Rumänien) · Gult kort: Dusbaba · |
|  |                  |                  |                             |                           | Liverpool, England · Publik: 23 598 · Domare: Nicolae Rainea (Rumänien) · Gult kort: Dusbaba · | Liverpool, England · Publik: 23 598 · Domare: Nicolae Rainea (Rumänien) · Gult kort: Dusbaba · |
|  |                  |                  |                             |                           | Liverpool, England · Publik: 23 598 · Domare: Nicolae Rainea (Rumänien) · Gult kort: Dusbaba · | Liverpool, England · Publik: 23 598 · Domare: Nicolae Rainea (Rumänien) · Gult kort: Dusbaba · |

| 1979 | 30 januari 1980 | Nottingham Forest (EC) | 1 – 0                       | Barcelona (CVC) | City Ground                                                                                      |                                                                                                  |
|      |                 | George 9′              | (1 – 0) Rapport 1 Rapport 2 |                 | Nottingham, England · Publik: 23 807 · Domare: Adolf Prokop (Östtyskland) · Gult kort: Zuviría · | Nottingham, England · Publik: 23 807 · Domare: Adolf Prokop (Östtyskland) · Gult kort: Zuviría · |
|      |                 |                        |                             |                 | Nottingham, England · Publik: 23 807 · Domare: Adolf Prokop (Östtyskland) · Gult kort: Zuviría · | Nottingham, England · Publik: 23 807 · Domare: Adolf Prokop (Östtyskland) · Gult kort: Zuviría · |
|      |                 |                        |                             |                 | Nottingham, England · Publik: 23 807 · Domare: Adolf Prokop (Östtyskland) · Gult kort: Zuviría · | Nottingham, England · Publik: 23 807 · Domare: Adolf Prokop (Östtyskland) · Gult kort: Zuviría · |

|  | 5 februari 1980 | Nottingham Forest (EC) | 1 – 1                       | Barcelona (CVC)             | Camp Nou | |
|  |                 | Burns 42′              | (1 – 1) Rapport 1 Rapport 2 | Roberto Dinamite 25′ (str.) | Barcelona, Spanien · Publik: 80 000 · Domare: Walter Eschweiler (Västtyskland) · Gult kort: Lloyd, Anderson · | Barcelona, Spanien · Publik: 80 000 · Domare: Walter Eschweiler (Västtyskland) · Gult kort: Lloyd, Anderson · |
|  |                 |                        |                             |                             | Barcelona, Spanien · Publik: 80 000 · Domare: Walter Eschweiler (Västtyskland) · Gult kort: Lloyd, Anderson · | Barcelona, Spanien · Publik: 80 000 · Domare: Walter Eschweiler (Västtyskland) · Gult kort: Lloyd, Anderson · |
|  |                 |                        |                             |                             | Barcelona, Spanien · Publik: 80 000 · Domare: Walter Eschweiler (Västtyskland) · Gult kort: Lloyd, Anderson · | Barcelona, Spanien · Publik: 80 000 · Domare: Walter Eschweiler (Västtyskland) · Gult kort: Lloyd, Anderson · |

| 1980 | 25 november 1980 | Valencia (CVC) | 1 – 2                       | Nottingham Forest (EC) | City Ground                                                        |                                                                    |
|      |                  | Felman 47′     | (0 – 0) Rapport 1 Rapport 2 | Bowyer 57′, 89′        | Nottingham, England Publik: 12 463 Domare: Alexis Ponnet (Belgien) | Nottingham, England Publik: 12 463 Domare: Alexis Ponnet (Belgien) |
|      |                  |                |                             |                        | Nottingham, England Publik: 12 463 Domare: Alexis Ponnet (Belgien) | Nottingham, England Publik: 12 463 Domare: Alexis Ponnet (Belgien) |
|      |                  |                |                             |                        | Nottingham, England Publik: 12 463 Domare: Alexis Ponnet (Belgien) | Nottingham, England Publik: 12 463 Domare: Alexis Ponnet (Belgien) |

|  | 17 december 1980 | Valencia (CVC) | 1 – 0 (BM)                  | Nottingham Forest (EC) | Estadi Luis Casanova                                              |                                                                   |
|  |                  | Morena 51′     | (0 – 0) Rapport 1 Rapport 2 |                        | Valencia, Spanien Publik: 29 038 Domare: Franz Wöhrer (Österrike) | Valencia, Spanien Publik: 29 038 Domare: Franz Wöhrer (Österrike) |
|  |                  |                |                             |                        | Valencia, Spanien Publik: 29 038 Domare: Franz Wöhrer (Österrike) | Valencia, Spanien Publik: 29 038 Domare: Franz Wöhrer (Österrike) |
|  |                  |                |                             |                        | Valencia, Spanien Publik: 29 038 Domare: Franz Wöhrer (Österrike) | Valencia, Spanien Publik: 29 038 Domare: Franz Wöhrer (Österrike) |

| 1981 |  | Liverpool (EC) | Spelades ej | Dinamo Tbilisi (CVC) |  |  |
|      |  |                |             |                      |  |  |
|      |  |                |             |                      |  |  |
|      |  |                |             |                      |  |  |

| 1982 | 19 januari 1983 | Aston Villa (EC) | 0 – 1                       | Barcelona (CVC) | Camp Nou                                                         |                                                                  |
|      |                 |                  | (0 – 0) Rapport 1 Rapport 2 | Marcos 52′      | Barcelona, Spanien Publik: 40 000 Domare: Bruno Galler (Schweiz) | Barcelona, Spanien Publik: 40 000 Domare: Bruno Galler (Schweiz) |
|      |                 |                  |                             |                 | Barcelona, Spanien Publik: 40 000 Domare: Bruno Galler (Schweiz) | Barcelona, Spanien Publik: 40 000 Domare: Bruno Galler (Schweiz) |
|      |                 |                  |                             |                 | Barcelona, Spanien Publik: 40 000 Domare: Bruno Galler (Schweiz) | Barcelona, Spanien Publik: 40 000 Domare: Bruno Galler (Schweiz) |

|  | 26 januari 1983 | Aston Villa (EC)                   | 3 – 0 (e.fl.)               | Barcelona (CVC) | Villa Park | |
|  |                 | Shaw 80′ Cowans 100′ McNaught 104′ | (0 – 0) Rapport 1 Rapport 2 |                 | Birmingham, England · Publik: 31 570 · Domare: Alexis Ponnet (Belgien) · Gult kort: Gibson, McNaught, Urbano, Alexanko, Schuster, Urruti, Manolo · Rött kort: Evans, Julio Alberto, Marcos | Birmingham, England · Publik: 31 570 · Domare: Alexis Ponnet (Belgien) · Gult kort: Gibson, McNaught, Urbano, Alexanko, Schuster, Urruti, Manolo · Rött kort: Evans, Julio Alberto, Marcos |
|  |                 |                                    |                             |                 | Birmingham, England · Publik: 31 570 · Domare: Alexis Ponnet (Belgien) · Gult kort: Gibson, McNaught, Urbano, Alexanko, Schuster, Urruti, Manolo · Rött kort: Evans, Julio Alberto, Marcos | Birmingham, England · Publik: 31 570 · Domare: Alexis Ponnet (Belgien) · Gult kort: Gibson, McNaught, Urbano, Alexanko, Schuster, Urruti, Manolo · Rött kort: Evans, Julio Alberto, Marcos |
|  |                 |                                    |                             |                 | Birmingham, England · Publik: 31 570 · Domare: Alexis Ponnet (Belgien) · Gult kort: Gibson, McNaught, Urbano, Alexanko, Schuster, Urruti, Manolo · Rött kort: Evans, Julio Alberto, Marcos | Birmingham, England · Publik: 31 570 · Domare: Alexis Ponnet (Belgien) · Gult kort: Gibson, McNaught, Urbano, Alexanko, Schuster, Urruti, Manolo · Rött kort: Evans, Julio Alberto, Marcos |

| 1983 | 22 november 1983 | Aberdeen (CVC) | 0 – 0                       | Hamburg (EC) | Volksparkstadion                                                                                           | |
|      |                  |                | (0 – 0) Rapport 1 Rapport 2 |              | Hamburg, Västtyskland · Publik: 12 000 · Domare: Vojtech Christov (Tjeckoslovakien) · Gult kort: Rougvie · | Hamburg, Västtyskland · Publik: 12 000 · Domare: Vojtech Christov (Tjeckoslovakien) · Gult kort: Rougvie · |
|      |                  |                |                             |              | Hamburg, Västtyskland · Publik: 12 000 · Domare: Vojtech Christov (Tjeckoslovakien) · Gult kort: Rougvie · | Hamburg, Västtyskland · Publik: 12 000 · Domare: Vojtech Christov (Tjeckoslovakien) · Gult kort: Rougvie · |
|      |                  |                |                             |              | Hamburg, Västtyskland · Publik: 12 000 · Domare: Vojtech Christov (Tjeckoslovakien) · Gult kort: Rougvie · | Hamburg, Västtyskland · Publik: 12 000 · Domare: Vojtech Christov (Tjeckoslovakien) · Gult kort: Rougvie · |

|  | 20 december 1983 | Aberdeen (CVC)         | 2 – 0                       | Hamburg (EC) | Pittodrie Stadium                                                      |                                                                        |
|  |                  | Simpson 47′ McGhee 65′ | (0 – 0) Rapport 1 Rapport 2 |              | Aberdeen, Skottland Publik: 24 000 Domare: Horst Brummeier (Österrike) | Aberdeen, Skottland Publik: 24 000 Domare: Horst Brummeier (Österrike) |
|  |                  |                        |                             |              | Aberdeen, Skottland Publik: 24 000 Domare: Horst Brummeier (Österrike) | Aberdeen, Skottland Publik: 24 000 Domare: Horst Brummeier (Österrike) |
|  |                  |                        |                             |              | Aberdeen, Skottland Publik: 24 000 Domare: Horst Brummeier (Österrike) | Aberdeen, Skottland Publik: 24 000 Domare: Horst Brummeier (Österrike) |

| 1984 | 16 januari 1985 | Juventus (CVC)  | 2 – 0                       | Liverpool (EC) | Stadio Comunale                                                                             |                                                                                             |
|      |                 | Boniek 39′, 79′ | (1 – 0) Rapport 1 Rapport 2 |                | Turin, Italien · Publik: 55 384 · Domare: Dieter Pauly (Västtyskland) · Gult kort: Hansen · | Turin, Italien · Publik: 55 384 · Domare: Dieter Pauly (Västtyskland) · Gult kort: Hansen · |
|      |                 |                 |                             |                | Turin, Italien · Publik: 55 384 · Domare: Dieter Pauly (Västtyskland) · Gult kort: Hansen · | Turin, Italien · Publik: 55 384 · Domare: Dieter Pauly (Västtyskland) · Gult kort: Hansen · |
|      |                 |                 |                             |                | Turin, Italien · Publik: 55 384 · Domare: Dieter Pauly (Västtyskland) · Gult kort: Hansen · | Turin, Italien · Publik: 55 384 · Domare: Dieter Pauly (Västtyskland) · Gult kort: Hansen · |

| 1985 |  | Juventus (EC) | Spelades ej | Everton (CVC) |  |  |
|      |  |               |             |               |  |  |
|      |  |               |             |               |  |  |
|      |  |               |             |               |  |  |

| 1986 | 24 februari 1987 | Steaua Bukarest (EC) | 1 – 0                       | Dynamo Kiev (CVC) | Stade Louis II                                       |                                                      |
|      |                  | Hagi 44′             | (1 – 0) Rapport 1 Rapport 2 |                   | Monaco Publik: 8 456 Domare: Luigi Agnolin (Italien) | Monaco Publik: 8 456 Domare: Luigi Agnolin (Italien) |
|      |                  |                      |                             |                   | Monaco Publik: 8 456 Domare: Luigi Agnolin (Italien) | Monaco Publik: 8 456 Domare: Luigi Agnolin (Italien) |
|      |                  |                      |                             |                   | Monaco Publik: 8 456 Domare: Luigi Agnolin (Italien) | Monaco Publik: 8 456 Domare: Luigi Agnolin (Italien) |

| 1987 | 24 november 1987 | Porto (EC) | 1 – 0                       | Ajax (CVC) | Olympiastadion                                                            |                                                                           |
|      |                  | Barros 5′  | (1 – 0) Rapport 1 Rapport 2 |            | Amsterdam, Nederländerna Publik: 27 000 Domare: Bob Valentine (Skottland) | Amsterdam, Nederländerna Publik: 27 000 Domare: Bob Valentine (Skottland) |
|      |                  |            |                             |            | Amsterdam, Nederländerna Publik: 27 000 Domare: Bob Valentine (Skottland) | Amsterdam, Nederländerna Publik: 27 000 Domare: Bob Valentine (Skottland) |
|      |                  |            |                             |            | Amsterdam, Nederländerna Publik: 27 000 Domare: Bob Valentine (Skottland) | Amsterdam, Nederländerna Publik: 27 000 Domare: Bob Valentine (Skottland) |

|  | 13 januari 1988 | Porto (EC) | 1 – 0                       | Ajax (CVC) | Estádio das Antas                                                                                              | |
|  |                 | Sousa 70′  | (0 – 0) Rapport 1 Rapport 2 |            | Porto, Portugal · Publik: 50 000 · Domare: Aron Schmidhuber (Västtyskland) · Gult kort: Bandeirinha, Wouters · | Porto, Portugal · Publik: 50 000 · Domare: Aron Schmidhuber (Västtyskland) · Gult kort: Bandeirinha, Wouters · |
|  |                 |            |                             |            | Porto, Portugal · Publik: 50 000 · Domare: Aron Schmidhuber (Västtyskland) · Gult kort: Bandeirinha, Wouters · | Porto, Portugal · Publik: 50 000 · Domare: Aron Schmidhuber (Västtyskland) · Gult kort: Bandeirinha, Wouters · |
|  |                 |            |                             |            | Porto, Portugal · Publik: 50 000 · Domare: Aron Schmidhuber (Västtyskland) · Gult kort: Bandeirinha, Wouters · | Porto, Portugal · Publik: 50 000 · Domare: Aron Schmidhuber (Västtyskland) · Gult kort: Bandeirinha, Wouters · |

| 1988 | 1 februari 1989 | Mechelen (CVC)                    | 3 – 0                       | PSV Eindhoven (EC) | Achter de Kazerne                                                                                     | |
|      |                 | Bosman 16′, 50′ Valckx 17′ (sjm.) | (2 – 0) Rapport 1 Rapport 2 |                    | Mechelen, Belgien · Publik: 7 000 · Domare: Siegfried Kirschen (Östtyskland) · Gult kort: van Aerle · | Mechelen, Belgien · Publik: 7 000 · Domare: Siegfried Kirschen (Östtyskland) · Gult kort: van Aerle · |
|      |                 |                                   |                             |                    | Mechelen, Belgien · Publik: 7 000 · Domare: Siegfried Kirschen (Östtyskland) · Gult kort: van Aerle · | Mechelen, Belgien · Publik: 7 000 · Domare: Siegfried Kirschen (Östtyskland) · Gult kort: van Aerle · |
|      |                 |                                   |                             |                    | Mechelen, Belgien · Publik: 7 000 · Domare: Siegfried Kirschen (Östtyskland) · Gult kort: van Aerle · | Mechelen, Belgien · Publik: 7 000 · Domare: Siegfried Kirschen (Östtyskland) · Gult kort: van Aerle · |

|  | 8 februari 1989 | Mechelen (CVC) | 0 – 1                       | PSV Eindhoven (EC) | Philips Sportpark | |
|  |                 |                | (0 – 0) Rapport 1 Rapport 2 | Gillhaus 78′       | Eindhoven, Nederländerna · Publik: 17 100 · Domare: Erik Fredriksson (Sverige) · Gult kort: Vanenburg, De Wilde, Sanders · | Eindhoven, Nederländerna · Publik: 17 100 · Domare: Erik Fredriksson (Sverige) · Gult kort: Vanenburg, De Wilde, Sanders · |
|  |                 |                |                             |                    | Eindhoven, Nederländerna · Publik: 17 100 · Domare: Erik Fredriksson (Sverige) · Gult kort: Vanenburg, De Wilde, Sanders · | Eindhoven, Nederländerna · Publik: 17 100 · Domare: Erik Fredriksson (Sverige) · Gult kort: Vanenburg, De Wilde, Sanders · |
|  |                 |                |                             |                    | Eindhoven, Nederländerna · Publik: 17 100 · Domare: Erik Fredriksson (Sverige) · Gult kort: Vanenburg, De Wilde, Sanders · | Eindhoven, Nederländerna · Publik: 17 100 · Domare: Erik Fredriksson (Sverige) · Gult kort: Vanenburg, De Wilde, Sanders · |

| 1989 | 23 november 1989 | Milan (EC)            | 1 – 1                       | Barcelona (CVC) | Camp Nou | |
|      |                  | van Basten 44′ (str.) | (1 – 0) Rapport 1 Rapport 2 | Amor 67′        | Barcelona, Spanien · Publik: 50 000 · Domare: Joël Quiniou (Frankrike) · Gult kort: Koeman, Amor, Salvatori, Costacurta · | Barcelona, Spanien · Publik: 50 000 · Domare: Joël Quiniou (Frankrike) · Gult kort: Koeman, Amor, Salvatori, Costacurta · |
|      |                  |                       |                             |                 | Barcelona, Spanien · Publik: 50 000 · Domare: Joël Quiniou (Frankrike) · Gult kort: Koeman, Amor, Salvatori, Costacurta · | Barcelona, Spanien · Publik: 50 000 · Domare: Joël Quiniou (Frankrike) · Gult kort: Koeman, Amor, Salvatori, Costacurta · |
|      |                  |                       |                             |                 | Barcelona, Spanien · Publik: 50 000 · Domare: Joël Quiniou (Frankrike) · Gult kort: Koeman, Amor, Salvatori, Costacurta · | Barcelona, Spanien · Publik: 50 000 · Domare: Joël Quiniou (Frankrike) · Gult kort: Koeman, Amor, Salvatori, Costacurta · |

|  | 7 december 1989 | Milan (EC) | 1 – 0                       | Barcelona (CVC) | Stadio Giuseppe Meazza                                                                                        | |
|  |                 | Evani 55′  | (0 – 0) Rapport 1 Rapport 2 |                 | Milano, Italien · Publik: 52 093 · Domare: Helmut Kohl (Österrike) · Gult kort: Tassotti, Eusebio, Alexanko · | Milano, Italien · Publik: 52 093 · Domare: Helmut Kohl (Österrike) · Gult kort: Tassotti, Eusebio, Alexanko · |
|  |                 |            |                             |                 | Milano, Italien · Publik: 52 093 · Domare: Helmut Kohl (Österrike) · Gult kort: Tassotti, Eusebio, Alexanko · | Milano, Italien · Publik: 52 093 · Domare: Helmut Kohl (Österrike) · Gult kort: Tassotti, Eusebio, Alexanko · |
|  |                 |            |                             |                 | Milano, Italien · Publik: 52 093 · Domare: Helmut Kohl (Österrike) · Gult kort: Tassotti, Eusebio, Alexanko · | Milano, Italien · Publik: 52 093 · Domare: Helmut Kohl (Österrike) · Gult kort: Tassotti, Eusebio, Alexanko · |

| 1990      | 10 oktober 1990 | Milan (EC) | 1 – 1                       | Sampdoria (CVC)    | Stadio Luigi Ferraris                                                                                                 | |
| 21:30 CET | 21:30 CET       | Evani 39′  | (1 – 1) Rapport 1 Rapport 2 | Mychajlytjenko 31′ | Genua, Italien · Publik: 19 724 · Domare: José Rosa dos Santos (Portugal) · Gult kort: Invernizzi, Mancini, Massaro · | Genua, Italien · Publik: 19 724 · Domare: José Rosa dos Santos (Portugal) · Gult kort: Invernizzi, Mancini, Massaro · |
| 21:30 CET | 21:30 CET       |            |                             |                    | Genua, Italien · Publik: 19 724 · Domare: José Rosa dos Santos (Portugal) · Gult kort: Invernizzi, Mancini, Massaro · | Genua, Italien · Publik: 19 724 · Domare: José Rosa dos Santos (Portugal) · Gult kort: Invernizzi, Mancini, Massaro · |
| 21:30 CET | 21:30 CET       |            |                             |                    | Genua, Italien · Publik: 19 724 · Domare: José Rosa dos Santos (Portugal) · Gult kort: Invernizzi, Mancini, Massaro · | Genua, Italien · Publik: 19 724 · Domare: José Rosa dos Santos (Portugal) · Gult kort: Invernizzi, Mancini, Massaro · |

|           | 29 november 1990 | Milan (EC)              | 2 – 0                       | Sampdoria (CVC) | Stadio Renato Dall'Ara                                               |                                                                      |
| 21:30 CET | 21:30 CET        | Gullit 44′ Rijkaard 76′ | (1 – 0) Rapport 1 Rapport 2 |                 | Bologna, Italien Publik: 20 942 Domare: Zoran Petrović (Jugoslavien) | Bologna, Italien Publik: 20 942 Domare: Zoran Petrović (Jugoslavien) |
| 21:30 CET | 21:30 CET        |                         |                             |                 | Bologna, Italien Publik: 20 942 Domare: Zoran Petrović (Jugoslavien) | Bologna, Italien Publik: 20 942 Domare: Zoran Petrović (Jugoslavien) |
| 21:30 CET | 21:30 CET        |                         |                             |                 | Bologna, Italien Publik: 20 942 Domare: Zoran Petrović (Jugoslavien) | Bologna, Italien Publik: 20 942 Domare: Zoran Petrović (Jugoslavien) |

| 1991      | 19 november 1991 | Manchester United (CVC) | 1 – 0                       | Röda stjärnan (EC) | Old Trafford | |
| 20:15 GMT | 20:15 GMT        | McClair 67′             | (0 – 0) Rapport 1 Rapport 2 |                    | Manchester, England · Publik: 22 110 · Domare: Mario van der Ende (Nederländerna) · Gult kort: Ince, Blackmore, Belodedici · | Manchester, England · Publik: 22 110 · Domare: Mario van der Ende (Nederländerna) · Gult kort: Ince, Blackmore, Belodedici · |
| 20:15 GMT | 20:15 GMT        |                         |                             |                    | Manchester, England · Publik: 22 110 · Domare: Mario van der Ende (Nederländerna) · Gult kort: Ince, Blackmore, Belodedici · | Manchester, England · Publik: 22 110 · Domare: Mario van der Ende (Nederländerna) · Gult kort: Ince, Blackmore, Belodedici · |
| 20:15 GMT | 20:15 GMT        |                         |                             |                    | Manchester, England · Publik: 22 110 · Domare: Mario van der Ende (Nederländerna) · Gult kort: Ince, Blackmore, Belodedici · | Manchester, England · Publik: 22 110 · Domare: Mario van der Ende (Nederländerna) · Gult kort: Ince, Blackmore, Belodedici · |

| 1992      | 10 februari 1993 | Barcelona (EC) | 1 – 1                       | Werder Bremen (CVC) | Weserstadion | |
| 20:15 CET | 20:15 CET        | Salinas 37′    | (1 – 0) Rapport 1 Rapport 2 | Allofs 86′          | Bremen, Tyskland · Publik: 22 098 · Domare: Kim Milton Nielsen (Danmark) · Gult kort: Bockenfeld, Amor, Bakero, Koeman · | Bremen, Tyskland · Publik: 22 098 · Domare: Kim Milton Nielsen (Danmark) · Gult kort: Bockenfeld, Amor, Bakero, Koeman · |
| 20:15 CET | 20:15 CET        |                |                             |                     | Bremen, Tyskland · Publik: 22 098 · Domare: Kim Milton Nielsen (Danmark) · Gult kort: Bockenfeld, Amor, Bakero, Koeman · | Bremen, Tyskland · Publik: 22 098 · Domare: Kim Milton Nielsen (Danmark) · Gult kort: Bockenfeld, Amor, Bakero, Koeman · |
| 20:15 CET | 20:15 CET        |                |                             |                     | Bremen, Tyskland · Publik: 22 098 · Domare: Kim Milton Nielsen (Danmark) · Gult kort: Bockenfeld, Amor, Bakero, Koeman · | Bremen, Tyskland · Publik: 22 098 · Domare: Kim Milton Nielsen (Danmark) · Gult kort: Bockenfeld, Amor, Bakero, Koeman · |

|           | 10 mars 1993 | Barcelona (EC)               | 2 – 1                       | Werder Bremen (CVC) | Camp Nou | |
| 21:15 CET | 21:15 CET    | Stoitjkov 32′ Goikoetxea 48′ | (1 – 1) Rapport 1 Rapport 2 | Rufer 39′ (str.)    | Barcelona, Spanien · Publik: 75 000 · Domare: Bo Karlsson (Sverige) · Gult kort: Stoitjkov · Rött kort: Reck | Barcelona, Spanien · Publik: 75 000 · Domare: Bo Karlsson (Sverige) · Gult kort: Stoitjkov · Rött kort: Reck |
| 21:15 CET | 21:15 CET    |                              |                             |                     | Barcelona, Spanien · Publik: 75 000 · Domare: Bo Karlsson (Sverige) · Gult kort: Stoitjkov · Rött kort: Reck | Barcelona, Spanien · Publik: 75 000 · Domare: Bo Karlsson (Sverige) · Gult kort: Stoitjkov · Rött kort: Reck |
| 21:15 CET | 21:15 CET    |                              |                             |                     | Barcelona, Spanien · Publik: 75 000 · Domare: Bo Karlsson (Sverige) · Gult kort: Stoitjkov · Rött kort: Reck | Barcelona, Spanien · Publik: 75 000 · Domare: Bo Karlsson (Sverige) · Gult kort: Stoitjkov · Rött kort: Reck |

| 1993      | 12 januari 1994 | Parma (CVC) | 0 – 1                       | Milan (UCL) | Stadio Ennio Tardini                                                                                          | |
| 20:30 CET | 20:30 CET       |             | (0 – 1) Rapport 1 Rapport 2 | Papin 43′   | Parma, Italien · Publik: 8 083 · Domare: Manuel Díaz Vega (Spanien) · Gult kort: Apolloni, Eranio, Desailly · | Parma, Italien · Publik: 8 083 · Domare: Manuel Díaz Vega (Spanien) · Gult kort: Apolloni, Eranio, Desailly · |
| 20:30 CET | 20:30 CET       |             |                             |             | Parma, Italien · Publik: 8 083 · Domare: Manuel Díaz Vega (Spanien) · Gult kort: Apolloni, Eranio, Desailly · | Parma, Italien · Publik: 8 083 · Domare: Manuel Díaz Vega (Spanien) · Gult kort: Apolloni, Eranio, Desailly · |
| 20:30 CET | 20:30 CET       |             |                             |             | Parma, Italien · Publik: 8 083 · Domare: Manuel Díaz Vega (Spanien) · Gult kort: Apolloni, Eranio, Desailly · | Parma, Italien · Publik: 8 083 · Domare: Manuel Díaz Vega (Spanien) · Gult kort: Apolloni, Eranio, Desailly · |

|           | 2 februari 1994 | Parma (CVC)            | 2 – 0 (e.fl.)               | Milan (UCL) | Stadio Giuseppe Meazza | |
| 20:30 CET | 20:30 CET       | Sensini 23′ Crippa 95′ | (1 – 0) Rapport 1 Rapport 2 |             | Milano, Italien · Publik: 24 074 · Domare: Kurt Röthlisberger (Schweiz) · Gult kort: Panucci, Di Chiara, Minotti, Benarrivo · | Milano, Italien · Publik: 24 074 · Domare: Kurt Röthlisberger (Schweiz) · Gult kort: Panucci, Di Chiara, Minotti, Benarrivo · |
| 20:30 CET | 20:30 CET       |                        |                             |             | Milano, Italien · Publik: 24 074 · Domare: Kurt Röthlisberger (Schweiz) · Gult kort: Panucci, Di Chiara, Minotti, Benarrivo · | Milano, Italien · Publik: 24 074 · Domare: Kurt Röthlisberger (Schweiz) · Gult kort: Panucci, Di Chiara, Minotti, Benarrivo · |
| 20:30 CET | 20:30 CET       |                        |                             |             | Milano, Italien · Publik: 24 074 · Domare: Kurt Röthlisberger (Schweiz) · Gult kort: Panucci, Di Chiara, Minotti, Benarrivo · | Milano, Italien · Publik: 24 074 · Domare: Kurt Röthlisberger (Schweiz) · Gult kort: Panucci, Di Chiara, Minotti, Benarrivo · |

| 1994      | 1 februari 1995 | Milan (UCL) | 0 – 0                       | Arsenal (CVC) | Arsenal Stadium                                                                                     | |
| 20:00 GMT | 20:00 GMT       |             | (0 – 0) Rapport 1 Rapport 2 |               | London, England · Publik: 38 044 · Domare: Mario van der Ende (Nederländerna) · Gult kort: Simone · | London, England · Publik: 38 044 · Domare: Mario van der Ende (Nederländerna) · Gult kort: Simone · |
| 20:00 GMT | 20:00 GMT       |             |                             |               | London, England · Publik: 38 044 · Domare: Mario van der Ende (Nederländerna) · Gult kort: Simone · | London, England · Publik: 38 044 · Domare: Mario van der Ende (Nederländerna) · Gult kort: Simone · |
| 20:00 GMT | 20:00 GMT       |             |                             |               | London, England · Publik: 38 044 · Domare: Mario van der Ende (Nederländerna) · Gult kort: Simone · | London, England · Publik: 38 044 · Domare: Mario van der Ende (Nederländerna) · Gult kort: Simone · |

|           | 8 februari 1995 | Milan (UCL)           | 2 – 0                       | Arsenal (CVC) | Stadio Giuseppe Meazza                                                                                         | |
| 20:30 CET | 20:30 CET       | Boban 41′ Massaro 67′ | (1 – 0) Rapport 1 Rapport 2 |               | Milano, Italien · Publik: 23 953 · Domare: Hellmut Krug (Tyskland) · Gult kort: Albertini, Costacurta, Bould · | Milano, Italien · Publik: 23 953 · Domare: Hellmut Krug (Tyskland) · Gult kort: Albertini, Costacurta, Bould · |
| 20:30 CET | 20:30 CET       |                       |                             |               | Milano, Italien · Publik: 23 953 · Domare: Hellmut Krug (Tyskland) · Gult kort: Albertini, Costacurta, Bould · | Milano, Italien · Publik: 23 953 · Domare: Hellmut Krug (Tyskland) · Gult kort: Albertini, Costacurta, Bould · |
| 20:30 CET | 20:30 CET       |                       |                             |               | Milano, Italien · Publik: 23 953 · Domare: Hellmut Krug (Tyskland) · Gult kort: Albertini, Costacurta, Bould · | Milano, Italien · Publik: 23 953 · Domare: Hellmut Krug (Tyskland) · Gult kort: Albertini, Costacurta, Bould · |

1. Cupen spelades inte eftersom klubbarna inte kunde hitta några speldatum.[4]
2. ↑  Cupen spelades inte eftersom klubbarna inte kunde hitta några speldatum.[4]
3. Cupen spelades inte eftersom klubbarna inte kunde hitta några speldatum.[5]
4. ↑  Cupen spelades inte eftersom klubbarna inte kunde hitta några speldatum.[5]
5. Bara en match spelades eftersom klubbarna inte kunde hitta något ytterligare speldatum.[6]
6. ↑  Bara en match spelades eftersom klubbarna inte kunde hitta något ytterligare speldatum.[6]
7. Cupen spelades inte eftersom Everton, som vann Cupvinnarcupen säsongen 1984/85, liksom andra engelska klubbar var avstängda från spel i de europeiska cuperna efter Heyselkatastrofen den 29 maj 1985.[6]
8. ↑  Cupen spelades inte eftersom Everton, som vann Cupvinnarcupen säsongen 1984/85, liksom andra engelska klubbar var avstängda från spel i de europeiska cuperna efter Heyselkatastrofen den 29 maj 1985.[6]
9. Uefa testade ett nytt format med bara en match på neutral plan.[1]
10. ↑  Uefa testade ett nytt format med bara en match på neutral plan.[1]
11. Matchen i Belgrad ställdes in på grund av den politiska oron i Jugoslavien.[7]
12. ↑  Matchen i Belgrad ställdes in på grund av den politiska oron i Jugoslavien.[7]
13. 1 2  Marseille vann Uefa Champions League säsongen 1992/93, men var avstängda från spel i de europeiska cuperna efter en mutskandal och ersattes av tvåorna Milan.[13]

### Uefa Super Cup

#### 1995–1997
I listan nedan står de sammanlagda vinnarna alltid till vänster, även om de var bortalag.
Förklaring
|       | Cupen vanns av vinnarna av Uefa Champions League |
|       | Cupen vanns av vinnarna av Cupvinnarcupen        |
| (UCL) | Vinnarna av Uefa Champions League                |
| (CVC) | Vinnarna av Cupvinnarcupen                       |

| År | Datum | Vinnare | Resultat | Förlorare | Arena |  |
|    |       |         |          |           |       |  |
|    |       |         |          |           |       |  |
|    |       |         |          |           |       |  |

| 1995      | 6 februari 1996 | Ajax (UCL)   | 1 – 1                       | Real Zaragoza (CVC) | La Romareda | |
| 20:30 CET | 20:30 CET       | Kluivert 70′ | (0 – 1) Rapport 1 Rapport 2 | Aguado 28′          | Zaragoza, Spanien · Publik: 17 500 · Domare: Rémi Harrel (Frankrike) · Gult kort: Nayim, Solana, R. de Boer, Wooter, Scholten · | Zaragoza, Spanien · Publik: 17 500 · Domare: Rémi Harrel (Frankrike) · Gult kort: Nayim, Solana, R. de Boer, Wooter, Scholten · |
| 20:30 CET | 20:30 CET       |              |                             |                     | Zaragoza, Spanien · Publik: 17 500 · Domare: Rémi Harrel (Frankrike) · Gult kort: Nayim, Solana, R. de Boer, Wooter, Scholten · | Zaragoza, Spanien · Publik: 17 500 · Domare: Rémi Harrel (Frankrike) · Gult kort: Nayim, Solana, R. de Boer, Wooter, Scholten · |
| 20:30 CET | 20:30 CET       |              |                             |                     | Zaragoza, Spanien · Publik: 17 500 · Domare: Rémi Harrel (Frankrike) · Gult kort: Nayim, Solana, R. de Boer, Wooter, Scholten · | Zaragoza, Spanien · Publik: 17 500 · Domare: Rémi Harrel (Frankrike) · Gult kort: Nayim, Solana, R. de Boer, Wooter, Scholten · |

|           | 28 februari 1996 | Ajax (UCL)                                          | 4 – 0                       | Real Zaragoza (CVC) | Olympiastadion | |
| 18:30 CET | 18:30 CET        | Bogarde 43′ George 54′ Blind 65′ (str.), 69′ (str.) | (1 – 0) Rapport 1 Rapport 2 |                     | Amsterdam, Nederländerna · Publik: 23 000 · Domare: Leslie Mottram (Skottland) · Gult kort: F. de Boer, López · Rött kort: Cedrún, Óscar | Amsterdam, Nederländerna · Publik: 23 000 · Domare: Leslie Mottram (Skottland) · Gult kort: F. de Boer, López · Rött kort: Cedrún, Óscar |
| 18:30 CET | 18:30 CET        |                                                     |                             |                     | Amsterdam, Nederländerna · Publik: 23 000 · Domare: Leslie Mottram (Skottland) · Gult kort: F. de Boer, López · Rött kort: Cedrún, Óscar | Amsterdam, Nederländerna · Publik: 23 000 · Domare: Leslie Mottram (Skottland) · Gult kort: F. de Boer, López · Rött kort: Cedrún, Óscar |
| 18:30 CET | 18:30 CET        |                                                     |                             |                     | Amsterdam, Nederländerna · Publik: 23 000 · Domare: Leslie Mottram (Skottland) · Gult kort: F. de Boer, López · Rött kort: Cedrún, Óscar | Amsterdam, Nederländerna · Publik: 23 000 · Domare: Leslie Mottram (Skottland) · Gult kort: F. de Boer, López · Rött kort: Cedrún, Óscar |

| 1996      | 15 januari 1997 | Juventus (UCL)                                                    | 6 – 1                       | Paris Saint-Germain (CVC) | Parc des Princes | |
| 20:30 CET | 20:30 CET       | Porrini 4′ Padovano 22′, 40′ Ferrara 33′ Lombardo 83′ Amoruso 88′ | (4 – 0) Rapport 1 Rapport 2 | Raí 52′ (str.)            | Paris, Frankrike · Publik: 29 519 · Domare: Nikolai Levnikov (Ryssland) · Gult kort: Raí, Deschamps · Rött kort: Fournier | Paris, Frankrike · Publik: 29 519 · Domare: Nikolai Levnikov (Ryssland) · Gult kort: Raí, Deschamps · Rött kort: Fournier |
| 20:30 CET | 20:30 CET       |                                                                   |                             |                           | Paris, Frankrike · Publik: 29 519 · Domare: Nikolai Levnikov (Ryssland) · Gult kort: Raí, Deschamps · Rött kort: Fournier | Paris, Frankrike · Publik: 29 519 · Domare: Nikolai Levnikov (Ryssland) · Gult kort: Raí, Deschamps · Rött kort: Fournier |
| 20:30 CET | 20:30 CET       |                                                                   |                             |                           | Paris, Frankrike · Publik: 29 519 · Domare: Nikolai Levnikov (Ryssland) · Gult kort: Raí, Deschamps · Rött kort: Fournier | Paris, Frankrike · Publik: 29 519 · Domare: Nikolai Levnikov (Ryssland) · Gult kort: Raí, Deschamps · Rött kort: Fournier |

|           | 5 februari 1997 | Juventus (UCL)               | 3 – 1                       | Paris Saint-Germain (CVC) | Stadio La Favorita                                                                           |                                                                                              |
| 20:45 CET | 20:45 CET       | Del Piero 36′, 70′ Vieri 90′ | (1 – 0) Rapport 1 Rapport 2 | Raí 63′ (str.)            | Palermo, Italien · Publik: 35 152 · Domare: Serge Muhmenthaler (Schweiz) · Gult kort: Domi · | Palermo, Italien · Publik: 35 152 · Domare: Serge Muhmenthaler (Schweiz) · Gult kort: Domi · |
| 20:45 CET | 20:45 CET       |                              |                             |                           | Palermo, Italien · Publik: 35 152 · Domare: Serge Muhmenthaler (Schweiz) · Gult kort: Domi · | Palermo, Italien · Publik: 35 152 · Domare: Serge Muhmenthaler (Schweiz) · Gult kort: Domi · |
| 20:45 CET | 20:45 CET       |                              |                             |                           | Palermo, Italien · Publik: 35 152 · Domare: Serge Muhmenthaler (Schweiz) · Gult kort: Domi · | Palermo, Italien · Publik: 35 152 · Domare: Serge Muhmenthaler (Schweiz) · Gult kort: Domi · |

| 1997      | 8 januari 1998 | Barcelona (CVC)                    | 2 – 0                       | Borussia Dortmund (UCL) | Camp Nou                                                                                                   | |
| 21:00 CET | 21:00 CET      | Luis Enrique 8′ Rivaldo 61′ (str.) | (1 – 0) Rapport 1 Rapport 2 |                         | Barcelona, Spanien · Publik: 50 000 · Domare: David Elleray (England) · Gult kort: Reiziger, Tanko, Kree · | Barcelona, Spanien · Publik: 50 000 · Domare: David Elleray (England) · Gult kort: Reiziger, Tanko, Kree · |
| 21:00 CET | 21:00 CET      |                                    |                             |                         | Barcelona, Spanien · Publik: 50 000 · Domare: David Elleray (England) · Gult kort: Reiziger, Tanko, Kree · | Barcelona, Spanien · Publik: 50 000 · Domare: David Elleray (England) · Gult kort: Reiziger, Tanko, Kree · |
| 21:00 CET | 21:00 CET      |                                    |                             |                         | Barcelona, Spanien · Publik: 50 000 · Domare: David Elleray (England) · Gult kort: Reiziger, Tanko, Kree · | Barcelona, Spanien · Publik: 50 000 · Domare: David Elleray (England) · Gult kort: Reiziger, Tanko, Kree · |

|           | 11 mars 1998 | Barcelona (CVC) | 1 – 1                       | Borussia Dortmund (UCL) | Westfalenstadion                                                                                            | |
| 20:00 CET | 20:00 CET    | Giovanni 8′     | (1 – 0) Rapport 1 Rapport 2 | Heinrich 64′            | Dortmund, Tyskland · Publik: 32 500 · Domare: Piero Ceccarini (Italien) · Gult kort: Kohler, Óscar García · | Dortmund, Tyskland · Publik: 32 500 · Domare: Piero Ceccarini (Italien) · Gult kort: Kohler, Óscar García · |
| 20:00 CET | 20:00 CET    |                 |                             |                         | Dortmund, Tyskland · Publik: 32 500 · Domare: Piero Ceccarini (Italien) · Gult kort: Kohler, Óscar García · | Dortmund, Tyskland · Publik: 32 500 · Domare: Piero Ceccarini (Italien) · Gult kort: Kohler, Óscar García · |
| 20:00 CET | 20:00 CET    |                 |                             |                         | Dortmund, Tyskland · Publik: 32 500 · Domare: Piero Ceccarini (Italien) · Gult kort: Kohler, Óscar García · | Dortmund, Tyskland · Publik: 32 500 · Domare: Piero Ceccarini (Italien) · Gult kort: Kohler, Óscar García · |

#### 1998–1999
Från och med 1998 avgörs cupen i en enda match på en i förväg bestämd neutral arena.
Förklaring
|       | Cupen vanns av vinnarna av Uefa Champions League |
|       | Cupen vanns av vinnarna av Cupvinnarcupen        |
| (UCL) | Vinnarna av Uefa Champions League                |
| (CVC) | Vinnarna av Cupvinnarcupen                       |

| År | Datum | Vinnare | Resultat | Förlorare | Arena |  |
|    |       |         |          |           |       |  |
|    |       |         |          |           |       |  |
|    |       |         |          |           |       |  |

| 1998       | 28 augusti 1998 | Chelsea (CVC) | 1 – 0                       | Real Madrid (UCL) | Stade Louis II                                                                                                | |
| 20:45 CEST | 20:45 CEST      | Poyet 83′     | (0 – 0) Rapport 1 Rapport 2 |                   | Monaco · Publik: 11 589 · Domare: Marc Batta (Frankrike) · Gult kort: Ferrer, Babayaro, Karembeu, Morientes · | Monaco · Publik: 11 589 · Domare: Marc Batta (Frankrike) · Gult kort: Ferrer, Babayaro, Karembeu, Morientes · |
| 20:45 CEST | 20:45 CEST      |               |                             |                   | Monaco · Publik: 11 589 · Domare: Marc Batta (Frankrike) · Gult kort: Ferrer, Babayaro, Karembeu, Morientes · | Monaco · Publik: 11 589 · Domare: Marc Batta (Frankrike) · Gult kort: Ferrer, Babayaro, Karembeu, Morientes · |
| 20:45 CEST | 20:45 CEST      |               |                             |                   | Monaco · Publik: 11 589 · Domare: Marc Batta (Frankrike) · Gult kort: Ferrer, Babayaro, Karembeu, Morientes · | Monaco · Publik: 11 589 · Domare: Marc Batta (Frankrike) · Gult kort: Ferrer, Babayaro, Karembeu, Morientes · |

| 1999       | 27 augusti 1999 | Lazio (CVC) | 1 – 0                       | Manchester United (UCL) | Stade Louis II                                                                         |                                                                                        |
| 20:45 CEST | 20:45 CEST      | Salas 35′   | (1 – 0) Rapport 1 Rapport 2 |                         | Monaco · Publik: 15 000 · Domare: Ryszard Wójcik (Polen) · Gult kort: Verón, Scholes · | Monaco · Publik: 15 000 · Domare: Ryszard Wójcik (Polen) · Gult kort: Verón, Scholes · |
| 20:45 CEST | 20:45 CEST      |             |                             |                         | Monaco · Publik: 15 000 · Domare: Ryszard Wójcik (Polen) · Gult kort: Verón, Scholes · | Monaco · Publik: 15 000 · Domare: Ryszard Wójcik (Polen) · Gult kort: Verón, Scholes · |
| 20:45 CEST | 20:45 CEST      |             |                             |                         | Monaco · Publik: 15 000 · Domare: Ryszard Wójcik (Polen) · Gult kort: Verón, Scholes · | Monaco · Publik: 15 000 · Domare: Ryszard Wójcik (Polen) · Gult kort: Verón, Scholes · |

#### 2000–
Sedan 2000 får den klubb som vinner Uefacupen (numera kallad Uefa Europa League) möta vinnaren av Uefa Champions League.
Förklaring
|       | Cupen vanns av vinnarna av Uefa Champions League        |
|       | Cupen vanns av vinnarna av Uefacupen/Uefa Europa League |
| (UCL) | Vinnarna av Uefa Champions League                       |
| (UC)  | Vinnarna av Uefacupen (2000–2009)                       |
| (UEL) | Vinnarna av Uefa Europa League (2010–)                  |

| År | Datum | Vinnare | Resultat | Förlorare | Arena |  |
|    |       |         |          |           |       |  |
|    |       |         |          |           |       |  |
|    |       |         |          |           |       |  |

| 2000       | 25 augusti 2000 | Galatasaray (UC)        | 2 – 1 (e.fl.)               | Real Madrid (UCL) | Stade Louis II | |
| 20:45 CEST | 20:45 CEST      | Jardel 41′ (str.), 102′ | (1 – 0) Rapport 1 Rapport 2 | Raúl 79′ (str.)   | Monaco · Publik: 15 000 · Domare: Günter Benkö (Österrike) · Gult kort: Buruk, Kaya, Davala, Makélélé, Helguera, Figo, Munitis · | Monaco · Publik: 15 000 · Domare: Günter Benkö (Österrike) · Gult kort: Buruk, Kaya, Davala, Makélélé, Helguera, Figo, Munitis · |
| 20:45 CEST | 20:45 CEST      |                         |                             |                   | Monaco · Publik: 15 000 · Domare: Günter Benkö (Österrike) · Gult kort: Buruk, Kaya, Davala, Makélélé, Helguera, Figo, Munitis · | Monaco · Publik: 15 000 · Domare: Günter Benkö (Österrike) · Gult kort: Buruk, Kaya, Davala, Makélélé, Helguera, Figo, Munitis · |
| 20:45 CEST | 20:45 CEST      |                         |                             |                   | Monaco · Publik: 15 000 · Domare: Günter Benkö (Österrike) · Gult kort: Buruk, Kaya, Davala, Makélélé, Helguera, Figo, Munitis · | Monaco · Publik: 15 000 · Domare: Günter Benkö (Österrike) · Gult kort: Buruk, Kaya, Davala, Makélélé, Helguera, Figo, Munitis · |

| 2001       | 24 augusti 2001 | Liverpool (UC)                | 3 – 2                       | Bayern München (UCL)         | Stade Louis II                                              |                                                             |
| 20:45 CEST | 20:45 CEST      | Riise 23′ Heskey 45′ Owen 46′ | (2 – 0) Rapport 1 Rapport 2 | Salihamidžić 57′ Jancker 82′ | Monaco Publik: 13 824 Domare: Vítor Melo Pereira (Portugal) | Monaco Publik: 13 824 Domare: Vítor Melo Pereira (Portugal) |
| 20:45 CEST | 20:45 CEST      |                               |                             |                              | Monaco Publik: 13 824 Domare: Vítor Melo Pereira (Portugal) | Monaco Publik: 13 824 Domare: Vítor Melo Pereira (Portugal) |
| 20:45 CEST | 20:45 CEST      |                               |                             |                              | Monaco Publik: 13 824 Domare: Vítor Melo Pereira (Portugal) | Monaco Publik: 13 824 Domare: Vítor Melo Pereira (Portugal) |

| 2002       | 30 augusti 2002 | Real Madrid (UCL)                             | 3 – 1                       | Feyenoord (UC)    | Stade Louis II                                        |                                                       |
| 20:45 CEST | 20:45 CEST      | Paauwe 15′ (sjm.) Roberto Carlos 21′ Guti 60′ | (2 – 0) Rapport 1 Rapport 2 | van Hooijdonk 56′ | Monaco Publik: 18 284 Domare: Hugh Dallas (Skottland) | Monaco Publik: 18 284 Domare: Hugh Dallas (Skottland) |
| 20:45 CEST | 20:45 CEST      |                                               |                             |                   | Monaco Publik: 18 284 Domare: Hugh Dallas (Skottland) | Monaco Publik: 18 284 Domare: Hugh Dallas (Skottland) |
| 20:45 CEST | 20:45 CEST      |                                               |                             |                   | Monaco Publik: 18 284 Domare: Hugh Dallas (Skottland) | Monaco Publik: 18 284 Domare: Hugh Dallas (Skottland) |

| 2003       | 29 augusti 2003 | Milan (UCL)    | 1 – 0                       | Porto (UC) | Stade Louis II | |
| 20:45 CEST | 20:45 CEST      | Sjevtjenko 10′ | (1 – 0) Rapport 1 Rapport 2 |            | Monaco · Publik: 16 885 · Domare: Graham Barber (England) · Gult kort: Seedorf, Pirlo, Ambrosini, Fernandes, Maniche · | Monaco · Publik: 16 885 · Domare: Graham Barber (England) · Gult kort: Seedorf, Pirlo, Ambrosini, Fernandes, Maniche · |
| 20:45 CEST | 20:45 CEST      |                |                             |            | Monaco · Publik: 16 885 · Domare: Graham Barber (England) · Gult kort: Seedorf, Pirlo, Ambrosini, Fernandes, Maniche · | Monaco · Publik: 16 885 · Domare: Graham Barber (England) · Gult kort: Seedorf, Pirlo, Ambrosini, Fernandes, Maniche · |
| 20:45 CEST | 20:45 CEST      |                |                             |            | Monaco · Publik: 16 885 · Domare: Graham Barber (England) · Gult kort: Seedorf, Pirlo, Ambrosini, Fernandes, Maniche · | Monaco · Publik: 16 885 · Domare: Graham Barber (England) · Gult kort: Seedorf, Pirlo, Ambrosini, Fernandes, Maniche · |

| 2004       | 27 augusti 2004 | Valencia (UC)          | 2 – 1                       | Porto (UCL)  | Stade Louis II                                                                                  |                                                                                                 |
| 20:45 CEST | 20:45 CEST      | Baraja 33′ Di Vaio 67′ | (1 – 0) Rapport 1 Rapport 2 | Quaresma 78′ | Monaco · Publik: 17 292 · Domare: Terje Hauge (Norge) · Gult kort: Navarro, Albelda, Quaresma · | Monaco · Publik: 17 292 · Domare: Terje Hauge (Norge) · Gult kort: Navarro, Albelda, Quaresma · |
| 20:45 CEST | 20:45 CEST      |                        |                             |              | Monaco · Publik: 17 292 · Domare: Terje Hauge (Norge) · Gult kort: Navarro, Albelda, Quaresma · | Monaco · Publik: 17 292 · Domare: Terje Hauge (Norge) · Gult kort: Navarro, Albelda, Quaresma · |
| 20:45 CEST | 20:45 CEST      |                        |                             |              | Monaco · Publik: 17 292 · Domare: Terje Hauge (Norge) · Gult kort: Navarro, Albelda, Quaresma · | Monaco · Publik: 17 292 · Domare: Terje Hauge (Norge) · Gult kort: Navarro, Albelda, Quaresma · |

| 2005                    | 26 augusti 2005         | Liverpool (UCL)             | 3 – 1 (e.fl.)               | CSKA Moskva (UC) | Stade Louis II | |
| 20:45 CEST 25 °C, klart | 20:45 CEST 25 °C, klart | Cissé 82′, 103′ García 109′ | (0 – 1) Rapport 1 Rapport 2 | Carvalho 28′     | Monaco · Publik: 17 042 · Domare: René Temmink (Nederländerna) · Gult kort: Zenden, Josemi, Hyypiä, Sinama-Pongolle, Dudu · | Monaco · Publik: 17 042 · Domare: René Temmink (Nederländerna) · Gult kort: Zenden, Josemi, Hyypiä, Sinama-Pongolle, Dudu · |
| 20:45 CEST 25 °C, klart | 20:45 CEST 25 °C, klart |                             |                             |                  | Monaco · Publik: 17 042 · Domare: René Temmink (Nederländerna) · Gult kort: Zenden, Josemi, Hyypiä, Sinama-Pongolle, Dudu · | Monaco · Publik: 17 042 · Domare: René Temmink (Nederländerna) · Gult kort: Zenden, Josemi, Hyypiä, Sinama-Pongolle, Dudu · |
| 20:45 CEST 25 °C, klart | 20:45 CEST 25 °C, klart |                             |                             |                  | Monaco · Publik: 17 042 · Domare: René Temmink (Nederländerna) · Gult kort: Zenden, Josemi, Hyypiä, Sinama-Pongolle, Dudu · | Monaco · Publik: 17 042 · Domare: René Temmink (Nederländerna) · Gult kort: Zenden, Josemi, Hyypiä, Sinama-Pongolle, Dudu · |

| 2006                    | 25 augusti 2006         | Sevilla (UC)                             | 3 – 0                       | Barcelona (UCL) | Stade Louis II | |
| 20:45 CEST Huvudartikel | 20:45 CEST Huvudartikel | Renato 7′ Kanouté 45′ Maresca 90′ (str.) | (2 – 0) Rapport 1 Rapport 2 |                 | Monaco · Publik: 17 480 · Domare: Stefano Farina (Italien) · Gult kort: Kanouté, Alves, Navarro, Palop, Escudé, Maresca, Sylvinho · | Monaco · Publik: 17 480 · Domare: Stefano Farina (Italien) · Gult kort: Kanouté, Alves, Navarro, Palop, Escudé, Maresca, Sylvinho · |
| 20:45 CEST Huvudartikel | 20:45 CEST Huvudartikel |                                          |                             |                 | Monaco · Publik: 17 480 · Domare: Stefano Farina (Italien) · Gult kort: Kanouté, Alves, Navarro, Palop, Escudé, Maresca, Sylvinho · | Monaco · Publik: 17 480 · Domare: Stefano Farina (Italien) · Gult kort: Kanouté, Alves, Navarro, Palop, Escudé, Maresca, Sylvinho · |
| 20:45 CEST Huvudartikel | 20:45 CEST Huvudartikel |                                          |                             |                 | Monaco · Publik: 17 480 · Domare: Stefano Farina (Italien) · Gult kort: Kanouté, Alves, Navarro, Palop, Escudé, Maresca, Sylvinho · | Monaco · Publik: 17 480 · Domare: Stefano Farina (Italien) · Gult kort: Kanouté, Alves, Navarro, Palop, Escudé, Maresca, Sylvinho · |

| 2007                    | 31 augusti 2007         | Milan (UCL)                          | 3 – 1                       | Sevilla (UC) | Stade Louis II                                                                                    |                                                                                                   |
| 20:45 CEST Huvudartikel | 20:45 CEST Huvudartikel | Inzaghi 55′ Jankulovski 62′ Kaká 87′ | (0 – 1) Rapport 1 Rapport 2 | Renato 14′   | Monaco · Publik: 17 822 · Domare: Konrad Plautz (Österrike) · Gult kort: Gattuso, Duda, Poulsen · | Monaco · Publik: 17 822 · Domare: Konrad Plautz (Österrike) · Gult kort: Gattuso, Duda, Poulsen · |
| 20:45 CEST Huvudartikel | 20:45 CEST Huvudartikel |                                      |                             |              | Monaco · Publik: 17 822 · Domare: Konrad Plautz (Österrike) · Gult kort: Gattuso, Duda, Poulsen · | Monaco · Publik: 17 822 · Domare: Konrad Plautz (Österrike) · Gult kort: Gattuso, Duda, Poulsen · |
| 20:45 CEST Huvudartikel | 20:45 CEST Huvudartikel |                                      |                             |              | Monaco · Publik: 17 822 · Domare: Konrad Plautz (Österrike) · Gult kort: Gattuso, Duda, Poulsen · | Monaco · Publik: 17 822 · Domare: Konrad Plautz (Österrike) · Gult kort: Gattuso, Duda, Poulsen · |

| 2008                                  | 29 augusti 2008                       | Zenit Sankt Petersburg (UC) | 2 – 1                       | Manchester United (UCL) | Stade Louis II                                                                                                | |
| 20:45 CEST 25 °C, soligt Huvudartikel | 20:45 CEST 25 °C, soligt Huvudartikel | Pogrebnjak 44′ Danny 59′    | (1 – 0) Rapport 1 Rapport 2 | Vidić 73′               | Monaco · Publik: 18 064 · Domare: Claus Bo Larsen (Danmark) · Gult kort: Anderson, Tévez · Rött kort: Scholes | Monaco · Publik: 18 064 · Domare: Claus Bo Larsen (Danmark) · Gult kort: Anderson, Tévez · Rött kort: Scholes |
| 20:45 CEST 25 °C, soligt Huvudartikel | 20:45 CEST 25 °C, soligt Huvudartikel |                             |                             |                         | Monaco · Publik: 18 064 · Domare: Claus Bo Larsen (Danmark) · Gult kort: Anderson, Tévez · Rött kort: Scholes | Monaco · Publik: 18 064 · Domare: Claus Bo Larsen (Danmark) · Gult kort: Anderson, Tévez · Rött kort: Scholes |
| 20:45 CEST 25 °C, soligt Huvudartikel | 20:45 CEST 25 °C, soligt Huvudartikel |                             |                             |                         | Monaco · Publik: 18 064 · Domare: Claus Bo Larsen (Danmark) · Gult kort: Anderson, Tévez · Rött kort: Scholes | Monaco · Publik: 18 064 · Domare: Claus Bo Larsen (Danmark) · Gult kort: Anderson, Tévez · Rött kort: Scholes |

| 2009                    | 28 augusti 2009         | Barcelona (UCL) | 1 – 0 (e.fl.)               | Sjachtar Donetsk (UC) | Stade Louis II | |
| 20:45 CEST 28 °C, klart | 20:45 CEST 28 °C, klart | Pedro 115′      | (0 – 0) Rapport 1 Rapport 2 |                       | Monaco · Publik: 17 738 · Domare: Frank De Bleeckere (Belgien) · Gult kort: Messi, Pedro, Ilsinho, Srna, Kutjer, Kobin · | Monaco · Publik: 17 738 · Domare: Frank De Bleeckere (Belgien) · Gult kort: Messi, Pedro, Ilsinho, Srna, Kutjer, Kobin · |
| 20:45 CEST 28 °C, klart | 20:45 CEST 28 °C, klart |                 |                             |                       | Monaco · Publik: 17 738 · Domare: Frank De Bleeckere (Belgien) · Gult kort: Messi, Pedro, Ilsinho, Srna, Kutjer, Kobin · | Monaco · Publik: 17 738 · Domare: Frank De Bleeckere (Belgien) · Gult kort: Messi, Pedro, Ilsinho, Srna, Kutjer, Kobin · |
| 20:45 CEST 28 °C, klart | 20:45 CEST 28 °C, klart |                 |                             |                       | Monaco · Publik: 17 738 · Domare: Frank De Bleeckere (Belgien) · Gult kort: Messi, Pedro, Ilsinho, Srna, Kutjer, Kobin · | Monaco · Publik: 17 738 · Domare: Frank De Bleeckere (Belgien) · Gult kort: Messi, Pedro, Ilsinho, Srna, Kutjer, Kobin · |

| 2010                      | 27 augusti 2010           | Atlético Madrid (UEL) | 2 – 0                       | Inter (UCL) | Stade Louis II                                                                                   |                                                                                                  |
| 20:45 CEST 26 °C, molnigt | 20:45 CEST 26 °C, molnigt | Reyes 62′ Agüero 83′  | (0 – 0) Rapport 1 Rapport 2 |             | Monaco · Publik: 17 265 · Domare: Massimo Busacca (Schweiz) · Gult kort: Simão, García, Samuel · | Monaco · Publik: 17 265 · Domare: Massimo Busacca (Schweiz) · Gult kort: Simão, García, Samuel · |
| 20:45 CEST 26 °C, molnigt | 20:45 CEST 26 °C, molnigt |                       |                             |             | Monaco · Publik: 17 265 · Domare: Massimo Busacca (Schweiz) · Gult kort: Simão, García, Samuel · | Monaco · Publik: 17 265 · Domare: Massimo Busacca (Schweiz) · Gult kort: Simão, García, Samuel · |
| 20:45 CEST 26 °C, molnigt | 20:45 CEST 26 °C, molnigt |                       |                             |             | Monaco · Publik: 17 265 · Domare: Massimo Busacca (Schweiz) · Gult kort: Simão, García, Samuel · | Monaco · Publik: 17 265 · Domare: Massimo Busacca (Schweiz) · Gult kort: Simão, García, Samuel · |

| 2011                    | 26 augusti 2011         | Barcelona (UCL)        | 2 – 0                       | Porto (UEL) | Stade Louis II | |
| 20:45 CEST 27 °C, klart | 20:45 CEST 27 °C, klart | Messi 39′ Fàbregas 88′ | (1 – 0) Rapport 1 Rapport 2 |             | Monaco · Publik: 18 048 · Domare: Björn Kuipers (Nederländerna) · Gult kort: Iniesta, Rodríguez, Guarín · Rött kort: Rolando, Guarín | Monaco · Publik: 18 048 · Domare: Björn Kuipers (Nederländerna) · Gult kort: Iniesta, Rodríguez, Guarín · Rött kort: Rolando, Guarín |
| 20:45 CEST 27 °C, klart | 20:45 CEST 27 °C, klart |                        |                             |             | Monaco · Publik: 18 048 · Domare: Björn Kuipers (Nederländerna) · Gult kort: Iniesta, Rodríguez, Guarín · Rött kort: Rolando, Guarín | Monaco · Publik: 18 048 · Domare: Björn Kuipers (Nederländerna) · Gult kort: Iniesta, Rodríguez, Guarín · Rött kort: Rolando, Guarín |
| 20:45 CEST 27 °C, klart | 20:45 CEST 27 °C, klart |                        |                             |             | Monaco · Publik: 18 048 · Domare: Björn Kuipers (Nederländerna) · Gult kort: Iniesta, Rodríguez, Guarín · Rött kort: Rolando, Guarín | Monaco · Publik: 18 048 · Domare: Björn Kuipers (Nederländerna) · Gult kort: Iniesta, Rodríguez, Guarín · Rött kort: Rolando, Guarín |

| 2012                      | 31 augusti 2012           | Atlético Madrid (UEL)           | 4 – 1                       | Chelsea (UCL) | Stade Louis II                                                                      |                                                                                     |
| 20:45 CEST 19 °C, molnigt | 20:45 CEST 19 °C, molnigt | Falcao 6′, 19′, 45′ Miranda 60′ | (3 – 0) Rapport 1 Rapport 2 | Cahill 75′    | Monaco · Publik: 14 312 · Domare: Damir Skomina (Slovenien) · Gult kort: Ivanović · | Monaco · Publik: 14 312 · Domare: Damir Skomina (Slovenien) · Gult kort: Ivanović · |
| 20:45 CEST 19 °C, molnigt | 20:45 CEST 19 °C, molnigt |                                 |                             |               | Monaco · Publik: 14 312 · Domare: Damir Skomina (Slovenien) · Gult kort: Ivanović · | Monaco · Publik: 14 312 · Domare: Damir Skomina (Slovenien) · Gult kort: Ivanović · |
| 20:45 CEST 19 °C, molnigt | 20:45 CEST 19 °C, molnigt |                                 |                             |               | Monaco · Publik: 14 312 · Domare: Damir Skomina (Slovenien) · Gult kort: Ivanović · | Monaco · Publik: 14 312 · Domare: Damir Skomina (Slovenien) · Gult kort: Ivanović · |

| 2013                    | 30 augusti 2013         | Bayern München (UCL)            | 2 – 2 (e.fl.)               | Chelsea (UEL)                        | Eden Aréna | |
| 20:45 CEST 19 °C, klart | 20:45 CEST 19 °C, klart | Ribéry 47′ Martínez 120+1′      | (0 – 1) Rapport 1 Rapport 2 | Torres 8′ Hazard 93′                 | Prag, Tjeckien · Publik: 17 686 · Domare: Jonas Eriksson (Sverige) · Gult kort: Ribéry, Boateng, Cahill, David Luiz, Torres, Lukaku, Cole, Ivanović · Rött kort: Ramires | Prag, Tjeckien · Publik: 17 686 · Domare: Jonas Eriksson (Sverige) · Gult kort: Ribéry, Boateng, Cahill, David Luiz, Torres, Lukaku, Cole, Ivanović · Rött kort: Ramires |
| 20:45 CEST 19 °C, klart | 20:45 CEST 19 °C, klart |                                 |                             |                                      | Prag, Tjeckien · Publik: 17 686 · Domare: Jonas Eriksson (Sverige) · Gult kort: Ribéry, Boateng, Cahill, David Luiz, Torres, Lukaku, Cole, Ivanović · Rött kort: Ramires | Prag, Tjeckien · Publik: 17 686 · Domare: Jonas Eriksson (Sverige) · Gult kort: Ribéry, Boateng, Cahill, David Luiz, Torres, Lukaku, Cole, Ivanović · Rött kort: Ramires |
| 20:45 CEST 19 °C, klart | 20:45 CEST 19 °C, klart | Alaba Kroos Lahm Ribéry Shaqiri | Straffsparksläggning 5 – 4  | David Luiz Oscar Lampard Cole Lukaku | Prag, Tjeckien · Publik: 17 686 · Domare: Jonas Eriksson (Sverige) · Gult kort: Ribéry, Boateng, Cahill, David Luiz, Torres, Lukaku, Cole, Ivanović · Rött kort: Ramires | Prag, Tjeckien · Publik: 17 686 · Domare: Jonas Eriksson (Sverige) · Gult kort: Ribéry, Boateng, Cahill, David Luiz, Torres, Lukaku, Cole, Ivanović · Rött kort: Ramires |

| 2014                     | 12 augusti 2014          | Real Madrid (UCL) | 2 – 0                       | Sevilla (UEL) | Cardiff City Stadium                                                                                                 | |
| 19:45 BST 20 °C, molnigt | 19:45 BST 20 °C, molnigt | Ronaldo 30′, 49′  | (1 – 0) Rapport 1 Rapport 2 |               | Cardiff, Wales · Publik: 30 854 · Domare: Mark Clattenburg (England) · Gult kort: Carvajal, Kroos, Vitolo, Navarro · | Cardiff, Wales · Publik: 30 854 · Domare: Mark Clattenburg (England) · Gult kort: Carvajal, Kroos, Vitolo, Navarro · |
| 19:45 BST 20 °C, molnigt | 19:45 BST 20 °C, molnigt |                   |                             |               | Cardiff, Wales · Publik: 30 854 · Domare: Mark Clattenburg (England) · Gult kort: Carvajal, Kroos, Vitolo, Navarro · | Cardiff, Wales · Publik: 30 854 · Domare: Mark Clattenburg (England) · Gult kort: Carvajal, Kroos, Vitolo, Navarro · |
| 19:45 BST 20 °C, molnigt | 19:45 BST 20 °C, molnigt |                   |                             |               | Cardiff, Wales · Publik: 30 854 · Domare: Mark Clattenburg (England) · Gult kort: Carvajal, Kroos, Vitolo, Navarro · | Cardiff, Wales · Publik: 30 854 · Domare: Mark Clattenburg (England) · Gult kort: Carvajal, Kroos, Vitolo, Navarro · |

| 2015                   | 11 augusti 2015        | Barcelona (UCL)                                 | 5 – 4 (e.fl.)               | Sevilla (UEL)                                          | Boris Paitjadze-stadion | |
| 22:45 GET 27 °C, klart | 22:45 GET 27 °C, klart | Messi 7′, 16′ Rafinha 44′ Suárez 52′ Pedro 115′ | (3 – 1) Rapport 1 Rapport 2 | Banega 3′ Reyes 57′ Gameiro 72′ (str.) Konopljanka 81′ | Tbilisi, Georgien · Publik: 51 940 · Domare: William Collum (Skottland) · Gult kort: Mathieu, Pedro, Busquets, Alves, Krychowiak, Coke, Banega, Immobile, Krohn-Dehli · | Tbilisi, Georgien · Publik: 51 940 · Domare: William Collum (Skottland) · Gult kort: Mathieu, Pedro, Busquets, Alves, Krychowiak, Coke, Banega, Immobile, Krohn-Dehli · |
| 22:45 GET 27 °C, klart | 22:45 GET 27 °C, klart |                                                 |                             |                                                        | Tbilisi, Georgien · Publik: 51 940 · Domare: William Collum (Skottland) · Gult kort: Mathieu, Pedro, Busquets, Alves, Krychowiak, Coke, Banega, Immobile, Krohn-Dehli · | Tbilisi, Georgien · Publik: 51 940 · Domare: William Collum (Skottland) · Gult kort: Mathieu, Pedro, Busquets, Alves, Krychowiak, Coke, Banega, Immobile, Krohn-Dehli · |
| 22:45 GET 27 °C, klart | 22:45 GET 27 °C, klart |                                                 |                             |                                                        | Tbilisi, Georgien · Publik: 51 940 · Domare: William Collum (Skottland) · Gult kort: Mathieu, Pedro, Busquets, Alves, Krychowiak, Coke, Banega, Immobile, Krohn-Dehli · | Tbilisi, Georgien · Publik: 51 940 · Domare: William Collum (Skottland) · Gult kort: Mathieu, Pedro, Busquets, Alves, Krychowiak, Coke, Banega, Immobile, Krohn-Dehli · |

| 2016                      | 9 augusti 2016            | Real Madrid (UCL)                     | 3 – 2 (e.fl.)               | Sevilla (UEL)                      | Lerkendal Stadion | |
| 20:45 CEST 10 °C, regnigt | 20:45 CEST 10 °C, regnigt | Asensio 21′ Ramos 90+3′ Carvajal 119′ | (1 – 1) Rapport 1 Rapport 2 | Vázquez 41′ Konopljanka 72′ (str.) | Trondheim, Norge · Publik: 17 939 · Domare: Milorad Mažić (Serbien) · Gult kort: Carvajal, Asensio, James Rodríguez, Vitolo · Rött kort: Kolodziejczak | Trondheim, Norge · Publik: 17 939 · Domare: Milorad Mažić (Serbien) · Gult kort: Carvajal, Asensio, James Rodríguez, Vitolo · Rött kort: Kolodziejczak |
| 20:45 CEST 10 °C, regnigt | 20:45 CEST 10 °C, regnigt |                                       |                             |                                    | Trondheim, Norge · Publik: 17 939 · Domare: Milorad Mažić (Serbien) · Gult kort: Carvajal, Asensio, James Rodríguez, Vitolo · Rött kort: Kolodziejczak | Trondheim, Norge · Publik: 17 939 · Domare: Milorad Mažić (Serbien) · Gult kort: Carvajal, Asensio, James Rodríguez, Vitolo · Rött kort: Kolodziejczak |
| 20:45 CEST 10 °C, regnigt | 20:45 CEST 10 °C, regnigt |                                       |                             |                                    | Trondheim, Norge · Publik: 17 939 · Domare: Milorad Mažić (Serbien) · Gult kort: Carvajal, Asensio, James Rodríguez, Vitolo · Rött kort: Kolodziejczak | Trondheim, Norge · Publik: 17 939 · Domare: Milorad Mažić (Serbien) · Gult kort: Carvajal, Asensio, James Rodríguez, Vitolo · Rött kort: Kolodziejczak |

| 2017                        | 8 augusti 2017              | Real Madrid (UCL)     | 2 – 1                       | Manchester United (UEL) | Arena Filip II | |
| 20:45 CEST 32 °C, halvklart | 20:45 CEST 32 °C, halvklart | Casemiro 24′ Isco 52′ | (1 – 0) Rapport 1 Rapport 2 | Lukaku 62′              | Skopje, Makedonien · Publik: 30 421 · Domare: Gianluca Rocchi (Italien) · Gult kort: Carvajal, Ramos, Lingard, Rashford · | Skopje, Makedonien · Publik: 30 421 · Domare: Gianluca Rocchi (Italien) · Gult kort: Carvajal, Ramos, Lingard, Rashford · |
| 20:45 CEST 32 °C, halvklart | 20:45 CEST 32 °C, halvklart |                       |                             |                         | Skopje, Makedonien · Publik: 30 421 · Domare: Gianluca Rocchi (Italien) · Gult kort: Carvajal, Ramos, Lingard, Rashford · | Skopje, Makedonien · Publik: 30 421 · Domare: Gianluca Rocchi (Italien) · Gult kort: Carvajal, Ramos, Lingard, Rashford · |
| 20:45 CEST 32 °C, halvklart | 20:45 CEST 32 °C, halvklart |                       |                             |                         | Skopje, Makedonien · Publik: 30 421 · Domare: Gianluca Rocchi (Italien) · Gult kort: Carvajal, Ramos, Lingard, Rashford · | Skopje, Makedonien · Publik: 30 421 · Domare: Gianluca Rocchi (Italien) · Gult kort: Carvajal, Ramos, Lingard, Rashford · |

| 2018                        | 15 augusti 2018             | Atlético Madrid (UEL)            | 4 – 2 (e.fl.)               | Real Madrid (UCL)            | A. Le Coq Arena | |
| 22:00 EEST 18 °C, halvklart | 22:00 EEST 18 °C, halvklart | Costa 1′, 79′ Saúl 98′ Koke 104′ | (1 – 1) Rapport 1 Rapport 2 | Benzema 27′ Ramos 63′ (str.) | Tallinn, Estland · Publik: 12 424 · Domare: Szymon Marciniak (Polen) · Gult kort: Correa, Costa, Vitolo, Asensio, Marcelo, Ceballos, Modrić, Ramos · | Tallinn, Estland · Publik: 12 424 · Domare: Szymon Marciniak (Polen) · Gult kort: Correa, Costa, Vitolo, Asensio, Marcelo, Ceballos, Modrić, Ramos · |
| 22:00 EEST 18 °C, halvklart | 22:00 EEST 18 °C, halvklart |                                  |                             |                              | Tallinn, Estland · Publik: 12 424 · Domare: Szymon Marciniak (Polen) · Gult kort: Correa, Costa, Vitolo, Asensio, Marcelo, Ceballos, Modrić, Ramos · | Tallinn, Estland · Publik: 12 424 · Domare: Szymon Marciniak (Polen) · Gult kort: Correa, Costa, Vitolo, Asensio, Marcelo, Ceballos, Modrić, Ramos · |
| 22:00 EEST 18 °C, halvklart | 22:00 EEST 18 °C, halvklart |                                  |                             |                              | Tallinn, Estland · Publik: 12 424 · Domare: Szymon Marciniak (Polen) · Gult kort: Correa, Costa, Vitolo, Asensio, Marcelo, Ceballos, Modrić, Ramos · | Tallinn, Estland · Publik: 12 424 · Domare: Szymon Marciniak (Polen) · Gult kort: Correa, Costa, Vitolo, Asensio, Marcelo, Ceballos, Modrić, Ramos · |

| 2019                     | 14 augusti 2019          | Liverpool (UCL)                              | 2 – 2 (e.fl.)               | Chelsea (UEL)                          | Vodafone Park | |
| 22:00 TRT 26 °C, molnigt | 22:00 TRT 26 °C, molnigt | Mané 48′, 95′                                | (0 – 1) Rapport 1 Rapport 2 | Giroud 36′ Jorginho 101′ (str.)        | Istanbul, Turkiet · Publik: 38 434 · Domare: Stéphanie Frappart (Frankrike) · Gult kort: Henderson, Alexander-Arnold, Azpilicueta · | Istanbul, Turkiet · Publik: 38 434 · Domare: Stéphanie Frappart (Frankrike) · Gult kort: Henderson, Alexander-Arnold, Azpilicueta · |
| 22:00 TRT 26 °C, molnigt | 22:00 TRT 26 °C, molnigt |                                              |                             |                                        | Istanbul, Turkiet · Publik: 38 434 · Domare: Stéphanie Frappart (Frankrike) · Gult kort: Henderson, Alexander-Arnold, Azpilicueta · | Istanbul, Turkiet · Publik: 38 434 · Domare: Stéphanie Frappart (Frankrike) · Gult kort: Henderson, Alexander-Arnold, Azpilicueta · |
| 22:00 TRT 26 °C, molnigt | 22:00 TRT 26 °C, molnigt | Firmino Fabinho Origi Alexander-Arnold Salah | Straffsparksläggning 5 – 4  | Jorginho Barkley Mount Emerson Abraham | Istanbul, Turkiet · Publik: 38 434 · Domare: Stéphanie Frappart (Frankrike) · Gult kort: Henderson, Alexander-Arnold, Azpilicueta · | Istanbul, Turkiet · Publik: 38 434 · Domare: Stéphanie Frappart (Frankrike) · Gult kort: Henderson, Alexander-Arnold, Azpilicueta · |

| 2020                        | 24 september 2020           | Bayern München (UCL)       | 2 – 1 (e.fl.)               | Sevilla (UEL)      | Puskás Aréna | |
| 21:00 CEST 20 °C, halvklart | 21:00 CEST 20 °C, halvklart | Goretzka 34′ Martínez 104′ | (1 – 1) Rapport 1 Rapport 2 | Ocampos 13′ (str.) | Budapest, Ungern · Publik: 15 180 · Domare: Anthony Taylor (England) · Gult kort: Alaba, Hernández, Jordán, Koundé, Fernando, Escudero · | Budapest, Ungern · Publik: 15 180 · Domare: Anthony Taylor (England) · Gult kort: Alaba, Hernández, Jordán, Koundé, Fernando, Escudero · |
| 21:00 CEST 20 °C, halvklart | 21:00 CEST 20 °C, halvklart |                            |                             |                    | Budapest, Ungern · Publik: 15 180 · Domare: Anthony Taylor (England) · Gult kort: Alaba, Hernández, Jordán, Koundé, Fernando, Escudero · | Budapest, Ungern · Publik: 15 180 · Domare: Anthony Taylor (England) · Gult kort: Alaba, Hernández, Jordán, Koundé, Fernando, Escudero · |
| 21:00 CEST 20 °C, halvklart | 21:00 CEST 20 °C, halvklart |                            |                             |                    | Budapest, Ungern · Publik: 15 180 · Domare: Anthony Taylor (England) · Gult kort: Alaba, Hernández, Jordán, Koundé, Fernando, Escudero · | Budapest, Ungern · Publik: 15 180 · Domare: Anthony Taylor (England) · Gult kort: Alaba, Hernández, Jordán, Koundé, Fernando, Escudero · |

| 2021                       | 11 augusti 2021            | Chelsea (UCL)                                             | 1 – 1 (e.fl.)               | Villarreal (UEL)                               | Windsor Park | |
| 20:00 BST 18 °C, halvklart | 20:00 BST 18 °C, halvklart | Ziyech 27′                                                | (1 – 0) Rapport 1 Rapport 2 | Moreno 73′                                     | Belfast, Nordirland · Publik: 10 435 · Domare: Sergej Karasev (Ryssland) · Gult kort: Rüdiger, Tuchel, Kepa, Pino, Raba · | Belfast, Nordirland · Publik: 10 435 · Domare: Sergej Karasev (Ryssland) · Gult kort: Rüdiger, Tuchel, Kepa, Pino, Raba · |
| 20:00 BST 18 °C, halvklart | 20:00 BST 18 °C, halvklart |                                                           |                             |                                                | Belfast, Nordirland · Publik: 10 435 · Domare: Sergej Karasev (Ryssland) · Gult kort: Rüdiger, Tuchel, Kepa, Pino, Raba · | Belfast, Nordirland · Publik: 10 435 · Domare: Sergej Karasev (Ryssland) · Gult kort: Rüdiger, Tuchel, Kepa, Pino, Raba · |
| 20:00 BST 18 °C, halvklart | 20:00 BST 18 °C, halvklart | Havertz Azpilicueta Alonso Mount Jorginho Pulisic Rüdiger | Straffsparksläggning 6 – 5  | Moreno Mandi Estupiñán Gómez Raba Foyth Albiol | Belfast, Nordirland · Publik: 10 435 · Domare: Sergej Karasev (Ryssland) · Gult kort: Rüdiger, Tuchel, Kepa, Pino, Raba · | Belfast, Nordirland · Publik: 10 435 · Domare: Sergej Karasev (Ryssland) · Gult kort: Rüdiger, Tuchel, Kepa, Pino, Raba · |

| 2022                      | 10 augusti 2022           | Real Madrid (UCL)     | 2 – 0                       | Eintracht Frankfurt (UEL) | Olympiastadion                                                                                 |                                                                                                |
| 22:00 EEST 18 °C, molnigt | 22:00 EEST 18 °C, molnigt | Alaba 37′ Benzema 65′ | (1 – 0) Rapport 1 Rapport 2 |                           | Helsingfors, Finland · Publik: 31 042 · Domare: Michael Oliver (England) · Gult kort: Alario · | Helsingfors, Finland · Publik: 31 042 · Domare: Michael Oliver (England) · Gult kort: Alario · |
| 22:00 EEST 18 °C, molnigt | 22:00 EEST 18 °C, molnigt |                       |                             |                           | Helsingfors, Finland · Publik: 31 042 · Domare: Michael Oliver (England) · Gult kort: Alario · | Helsingfors, Finland · Publik: 31 042 · Domare: Michael Oliver (England) · Gult kort: Alario · |
| 22:00 EEST 18 °C, molnigt | 22:00 EEST 18 °C, molnigt |                       |                             |                           | Helsingfors, Finland · Publik: 31 042 · Domare: Michael Oliver (England) · Gult kort: Alario · | Helsingfors, Finland · Publik: 31 042 · Domare: Michael Oliver (England) · Gult kort: Alario · |

| 2023                                 | 16 augusti 2023                      | Manchester City (UCL)                   | 1 – 1                       | Sevilla (UEL)                      | Karaiskakis-stadion                                                                                           | |
| 22:00 EEST 28 °C, klart Huvudartikel | 22:00 EEST 28 °C, klart Huvudartikel | Palmer 63′                              | (0 – 1) Rapport 1 Rapport 2 | En-Nesyri 25′                      | Pireus, Grekland · Publik: 29 207 · Domare: François Letexier (Frankrike) · Gult kort: Badé, Lamela, Juanlu · | Pireus, Grekland · Publik: 29 207 · Domare: François Letexier (Frankrike) · Gult kort: Badé, Lamela, Juanlu · |
| 22:00 EEST 28 °C, klart Huvudartikel | 22:00 EEST 28 °C, klart Huvudartikel |                                         |                             |                                    | Pireus, Grekland · Publik: 29 207 · Domare: François Letexier (Frankrike) · Gult kort: Badé, Lamela, Juanlu · | Pireus, Grekland · Publik: 29 207 · Domare: François Letexier (Frankrike) · Gult kort: Badé, Lamela, Juanlu · |
| 22:00 EEST 28 °C, klart Huvudartikel | 22:00 EEST 28 °C, klart Huvudartikel | Haaland Álvarez Kovačić Grealish Walker | Straffsparksläggning 5 – 4  | Ocampos Mir Rakitić Montiel Gudelj | Pireus, Grekland · Publik: 29 207 · Domare: François Letexier (Frankrike) · Gult kort: Badé, Lamela, Juanlu · | Pireus, Grekland · Publik: 29 207 · Domare: François Letexier (Frankrike) · Gult kort: Badé, Lamela, Juanlu · |

| 2024                     | 14 augusti 2024          | Real Madrid (UCL)       | 2 – 0                       | Atalanta (UEL) | Nationalstadion | |
| 21:00 CEST 25 °C, soligt | 21:00 CEST 25 °C, soligt | Valverde 59′ Mbappé 68′ | (0 – 0) Rapport 1 Rapport 2 |                | Warszawa, Polen · Publik: 56 042 · Domare: Sandro Schärer (Schweiz) · Gult kort: Bellingham, Vinícius Júnior, Éderson, Djimsiti · | Warszawa, Polen · Publik: 56 042 · Domare: Sandro Schärer (Schweiz) · Gult kort: Bellingham, Vinícius Júnior, Éderson, Djimsiti · |
| 21:00 CEST 25 °C, soligt | 21:00 CEST 25 °C, soligt |                         |                             |                | Warszawa, Polen · Publik: 56 042 · Domare: Sandro Schärer (Schweiz) · Gult kort: Bellingham, Vinícius Júnior, Éderson, Djimsiti · | Warszawa, Polen · Publik: 56 042 · Domare: Sandro Schärer (Schweiz) · Gult kort: Bellingham, Vinícius Júnior, Éderson, Djimsiti · |
| 21:00 CEST 25 °C, soligt | 21:00 CEST 25 °C, soligt |                         |                             |                | Warszawa, Polen · Publik: 56 042 · Domare: Sandro Schärer (Schweiz) · Gult kort: Bellingham, Vinícius Júnior, Éderson, Djimsiti · | Warszawa, Polen · Publik: 56 042 · Domare: Sandro Schärer (Schweiz) · Gult kort: Bellingham, Vinícius Júnior, Éderson, Djimsiti · |

## Resultat per cup
Nedanstående tabeller presenterar det sammanlagda antalet vinster och förluster per cup av Super Competition/Europeiska supercupen (inklusive 1972) och Uefa Super Cup.

### 1972–1999
| Cup                                | Vinster | Förluster | Vinstår                                                                      | Förlustår                                                                    |
| ---------------------------------- | ------- | --------- | ---------------------------------------------------------------------------- | ---------------------------------------------------------------------------- |
| Europacupen/ Uefa Champions League | 13      | 12        | 1972, 1973, 1977, 1979, 1982, 1986, 1987, 1989, 1990, 1992, 1994, 1995, 1996 | 1975, 1976, 1978, 1980, 1983, 1984, 1988, 1991, 1993, 1997, 1998, 1999       |
| Cupvinnarcupen                     | 12      | 13        | 1975, 1976, 1978, 1980, 1983, 1984, 1988, 1991, 1993, 1997, 1998, 1999       | 1972, 1973, 1977, 1979, 1982, 1986, 1987, 1989, 1990, 1992, 1994, 1995, 1996 |

### 2000–
| Cup                           | Vinster | Förluster | Vinstår                                                                                              | Förlustår                                                                                            |
| ----------------------------- | ------- | --------- | --- | --- |
| Uefa Champions League         | 17      | 8         | 2002, 2003, 2005, 2007, 2009, 2011, 2013, 2014, 2015, 2016, 2017, 2019, 2020, 2021, 2022, 2023, 2024 | 2000, 2001, 2004, 2006, 2008, 2010, 2012, 2018                                                       |
| Uefacupen/ Uefa Europa League | 8       | 17        | 2000, 2001, 2004, 2006, 2008, 2010, 2012, 2018                                                       | 2002, 2003, 2005, 2007, 2009, 2011, 2013, 2014, 2015, 2016, 2017, 2019, 2020, 2021, 2022, 2023, 2024 |

## Resultat per klubb
Nedanstående tabell presenterar det sammanlagda antalet vinster och förluster per klubb av Super Competition/Europeiska supercupen (inklusive 1972) och Uefa Super Cup.
| Nr | Klubb                  | Vinster | Förluster | Vinstår                            | Förlustår                          |
| -- | ---------------------- | ------- | --------- | ---------------------------------- | ---------------------------------- |
| 1  | Real Madrid            | 6       | 3         | 2002, 2014, 2016, 2017, 2022, 2024 | 1998, 2000, 2018                   |
| 2  | Barcelona              | 5       | 4         | 1992, 1997, 2009, 2011, 2015       | 1979, 1982, 1989, 2006             |
| 3  | Milan                  | 5       | 2         | 1989, 1990, 1994, 2003, 2007       | 1973, 1993                         |
| 4  | Liverpool              | 4       | 2         | 1977, 2001, 2005, 2019             | 1978, 1984                         |
| 5  | Ajax                   | 3       | 1         | 1972, 1973, 1995                   | 1987                               |
| 6  | Atlético Madrid        | 3       | 0         | 2010, 2012, 2018                   | -                                  |
| 7  | Bayern München         | 2       | 3         | 2013, 2020                         | 1975, 1976, 2001                   |
| 7  | Chelsea                | 2       | 3         | 1998, 2021                         | 2012, 2013, 2019                   |
| 9  | Anderlecht             | 2       | 0         | 1976, 1978                         | -                                  |
| 9  | Juventus               | 2       | 0         | 1984, 1996                         | -                                  |
| 9  | Valencia               | 2       | 0         | 1980, 2004                         | -                                  |
| 12 | Sevilla                | 1       | 6         | 2006                               | 2007, 2014, 2015, 2016, 2020, 2023 |
| 13 | Porto                  | 1       | 3         | 1987                               | 2003, 2004, 2011                   |
| 13 | Manchester United      | 1       | 3         | 1991                               | 1999, 2008, 2017                   |
| 15 | Dynamo Kiev            | 1       | 1         | 1975                               | 1986                               |
| 15 | Nottingham Forest      | 1       | 1         | 1979                               | 1980                               |
| 17 | Aston Villa            | 1       | 0         | 1982                               | -                                  |
| 17 | Aberdeen               | 1       | 0         | 1983                               | -                                  |
| 17 | FCSB                   | 1       | 0         | 1986                               | -                                  |
| 17 | Mechelen               | 1       | 0         | 1988                               | -                                  |
| 17 | Parma                  | 1       | 0         | 1993                               | -                                  |
| 17 | Lazio                  | 1       | 0         | 1999                               | -                                  |
| 17 | Galatasaray            | 1       | 0         | 2000                               | -                                  |
| 17 | Zenit Sankt Petersburg | 1       | 0         | 2008                               | -                                  |
| 17 | Manchester City        | 1       | 0         | 2023                               | -                                  |
| 26 | Hamburg                | 0       | 2         | -                                  | 1977, 1983                         |
| 27 | Rangers                | 0       | 1         | -                                  | 1972                               |
| 27 | PSV Eindhoven          | 0       | 1         | -                                  | 1988                               |
| 27 | Sampdoria              | 0       | 1         | -                                  | 1990                               |
| 27 | Röda stjärnan          | 0       | 1         | -                                  | 1991                               |
| 27 | Werder Bremen          | 0       | 1         | -                                  | 1992                               |
| 27 | Arsenal                | 0       | 1         | -                                  | 1994                               |
| 27 | Real Zaragoza          | 0       | 1         | -                                  | 1995                               |
| 27 | Paris Saint-Germain    | 0       | 1         | -                                  | 1996                               |
| 27 | Borussia Dortmund      | 0       | 1         | -                                  | 1997                               |
| 27 | Feyenoord              | 0       | 1         | -                                  | 2002                               |
| 27 | CSKA Moskva            | 0       | 1         | -                                  | 2005                               |
| 27 | Sjachtar Donetsk       | 0       | 1         | -                                  | 2009                               |
| 27 | Inter                  | 0       | 1         | -                                  | 2010                               |
| 27 | Villarreal             | 0       | 1         | -                                  | 2021                               |
| 27 | Eintracht Frankfurt    | 0       | 1         | -                                  | 2022                               |
| 27 | Atalanta               | 0       | 1         | -                                  | 2024                               |

## Resultat per land
Nedanstående tabell presenterar det sammanlagda antalet vinster och förluster per land av Super Competition/Europeiska supercupen (inklusive 1972) och Uefa Super Cup.
| Nr | Land          | Vinster | Förluster | Vinstår                                                                                              | Förlustår                                                                                |
| -- | ------------- | ------- | --------- | --- | ---------------------------------------------------------------------------------------- |
| 1  | Spanien       | 17      | 15        | 1980, 1992, 1997, 2002, 2004, 2006, 2009, 2010, 2011, 2012, 2014, 2015, 2016, 2017, 2018, 2022, 2024 | 1979, 1982, 1989, 1995, 1998, 2000, 2006, 2007, 2014, 2015, 2016, 2018, 2020, 2021, 2023 |
| 2  | England       | 10      | 10        | 1977, 1979, 1982, 1991, 1998, 2001, 2005, 2019, 2021, 2023                                           | 1978, 1980, 1984, 1994, 1999, 2008, 2012, 2013, 2017, 2019                               |
| 3  | Italien       | 9       | 5         | 1984, 1989, 1990, 1993, 1994, 1996, 1999, 2003, 2007                                                 | 1973, 1990, 1993, 2010, 2024                                                             |
| 4  | Nederländerna | 3       | 3         | 1972, 1973, 1995                                                                                     | 1987, 1988, 2002                                                                         |
| 5  | Belgien       | 3       | 0         | 1976, 1978, 1988                                                                                     | -                                                                                        |
| 6  | Tyskland      | 2       | 8         | 2013, 2020                                                                                           | 1975, 1976, 1977, 1983, 1992, 1997, 2001, 2022                                           |
| 7  | Portugal      | 1       | 3         | 1987                                                                                                 | 2003, 2004, 2011                                                                         |
| 8  | Ukraina       | 1       | 2         | 1975                                                                                                 | 1986, 2009                                                                               |
| 9  | Skottland     | 1       | 1         | 1983                                                                                                 | 1972                                                                                     |
| 9  | Ryssland      | 1       | 1         | 2008                                                                                                 | 2005                                                                                     |
| 11 | Rumänien      | 1       | 0         | 1986                                                                                                 | -                                                                                        |
| 11 | Turkiet       | 1       | 0         | 2000                                                                                                 | -                                                                                        |
| 13 | Serbien       | 0       | 1         | - | 1991                                                                                     |
| 13 | Frankrike     | 0       | 1         | - | 1996                                                                                     |

1. ↑  Inklusive Västtyskland (0–4)
2. ↑  Inklusive Sovjetunionen (1–1)
3. ↑  Inklusive Jugoslavien (0–1)

## Maratontabell
Nedanstående tabell presenterar de tio främsta klubbarna i Super Competition/Europeiska supercupens (inklusive 1972) och Uefa Super Cups historia. Vinst ger två poäng.
| Nr | Klubb             | S  | V | O | F | GM | IM | MS  | P  |
| -- | ----------------- | -- | - | - | - | -- | -- | --- | -- |
| 1  | Milan             | 12 | 7 | 3 | 2 | 13 | 11 | +2  | 17 |
| 2  | Barcelona         | 14 | 6 | 4 | 4 | 17 | 17 | 0   | 16 |
| 3  | Real Madrid       | 9  | 6 | 0 | 3 | 17 | 11 | +6  | 12 |
| 4  | Liverpool         | 8  | 4 | 2 | 2 | 18 | 12 | +6  | 10 |
| 5  | Ajax              | 8  | 4 | 1 | 3 | 17 | 7  | +10 | 9  |
| 6  | Juventus          | 3  | 3 | 0 | 0 | 11 | 2  | +9  | 6  |
| 7  | Atlético Madrid   | 3  | 3 | 0 | 0 | 10 | 3  | +7  | 6  |
| 8  | Nottingham Forest | 4  | 2 | 1 | 1 | 4  | 3  | +1  | 5  |
| 9  | Chelsea           | 5  | 1 | 3 | 1 | 7  | 9  | −2  | 5  |
| 10 | Bayern München    | 7  | 2 | 1 | 4 | 9  | 14 | −5  | 5  |

## Flest matcher
Nedanstående tabell presenterar de tio främsta spelarna när det gäller antalet matcher i Super Competition/Europeiska supercupens (inklusive 1972) och Uefa Super Cups historia. Spelare som är aktiva i något av Uefas medlemsländer markeras med fet stil.
| Nr | Spelare               | Matcher | År        | Klubb(ar)                              |
| -- | --------------------- | ------- | --------- | -------------------------------------- |
| 1  | Alessandro Costacurta | 8       | 1989–1995 | Milan (8)                              |
| 1  | Roberto Donadoni      | 8       | 1989–1995 | Milan (8)                              |
| 1  | Arie Haan             | 8       | 1973–1978 | Ajax (4), Anderlecht (4)               |
| 4  | Paolo Maldini         | 7       | 1989–2003 | Milan (7)                              |
| 4  | Daniele Massaro       | 7       | 1989–1995 | Milan (7)                              |
| 4  | Mauro Tassotti        | 7       | 1989–1995 | Milan (7)                              |
| 7  | Franco Baresi         | 6       | 1990–1995 | Milan (6)                              |
| 7  | Dani Carvajal         | 6       | 2014–     | Real Madrid (6)                        |
| 7  | Luka Modrić           | 6       | 2014–     | Real Madrid (6)                        |
| 10 | Dani Alves            | 5       | 2006–2015 | Sevilla (2), Barcelona (3)             |
| 10 | Karim Benzema         | 5       | 2014–2022 | Real Madrid (5)                        |
| 10 | Marcel Desailly       | 5       | 1994–1998 | Milan (4), Chelsea (1)                 |
| 10 | Albert Ferrer         | 5       | 1993–1998 | Barcelona (4), Chelsea (1)             |
| 10 | Ronald Koeman         | 5       | 1989–1993 | PSV Eindhoven (2), Barcelona (3)       |
| 10 | Toni Kroos            | 5       | 2013–2022 | Bayern München (1), Real Madrid (4)    |
| 10 | Attilio Lombardo      | 5       | 1990–1999 | Sampdoria (2), Juventus (2), Lazio (1) |
| 10 | Phil Neal             | 5       | 1977–1985 | Liverpool (5)                          |

## Flest mål
Nedanstående tabell presenterar de tio främsta målskyttarna i Super Competition/Europeiska supercupens (inklusive 1972) och Uefa Super Cups historia. Spelare som är aktiva i något av Uefas medlemsländer markeras med fet stil.

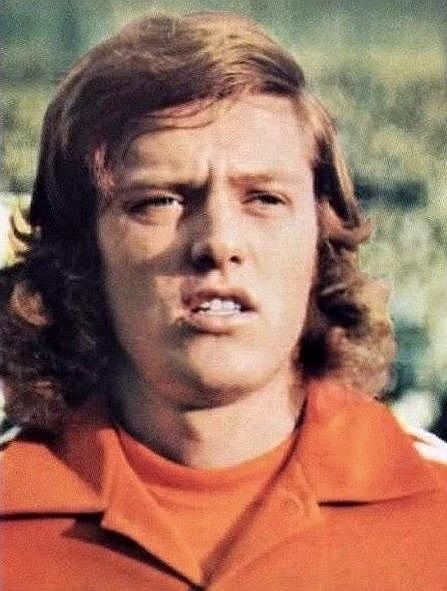
Arie Haan har gjort flest mål i cupens historia.

| Nr | Spelare               | Mål | Matcher | Målsnitt | År        | Klubb(ar)                |
| -- | --------------------- | --- | ------- | -------- | --------- | ------------------------ |
| 1  | Arie Haan             | 5   | 8       | 0,63     | 1973–1978 | Ajax (3), Anderlecht (2) |
| 2  | Oleh Blochin          | 3   | 3       | 1        | 1975–1987 | Dynamo Kiev (3)          |
| 2  | David Fairclough      | 3   | 3       | 1        | 1977–1978 | Liverpool (3)            |
| 2  | Radamel Falcao        | 3   | 1       | 3        | 2012      | Atlético Madrid (3)      |
| 2  | Terry McDermott       | 3   | 3       | 1        | 1977–1978 | Liverpool (3)            |
| 2  | Lionel Messi          | 3   | 4       | 0,75     | 2006–2015 | Barcelona (3)            |
| 2  | Gerd Müller           | 3   | 3       | 1        | 1975–1976 | Bayern München (3)       |
| 2  | Rob Rensenbrink       | 3   | 4       | 0,75     | 1976–1978 | Anderlecht (3)           |
| 2  | François Van der Elst | 3   | 4       | 0,75     | 1976–1978 | Anderlecht (3)           |
| 10 | 24 spelare            | 2   |         |          |           |                          |

## Prispengar
För 2024 ser prispengarna ut på följande sätt:
- Klubben som förlorar Uefa Super Cup: 4 000 000 euro
- Klubben som vinner Uefa Super Cup: 5 000 000 euro

## TV-sändningar
I Sverige sändes Uefa Super Cup från och med 2021 i någon av Telia-ägda TV4 Medias kanaler.
Tre år senare köpte Viaplay Group sändningsrättigheterna i Sverige. Cupen visas i strömningstjänsten Viaplay.